# Московский физико-технический институт
Московский физико-технический институт (национальный исследовательский университет), сокр. МФТИ, Физтех — ведущий российский вуз по подготовке специалистов в области теоретической, экспериментальной и прикладной физики, математики, информатики, химии, биологии и смежных дисциплин. Расположен в городе Долгопрудном Московской области, отдельные корпуса и факультеты находятся в Жуковском и в Москве.
Отличительной чертой учебного процесса в МФТИ является сложившаяся «система Физтеха», нацеленная на подготовку учёных и инженеров для работы в новейших областях науки. В настоящее время большинство студентов обучается по направлению «Прикладные математика и физика», также готовятся специалисты по направлениям «Прикладная математика и информатика», «Информатика и вычислительная техника», «Компьютерная безопасность», «Системный анализ и управление», «Техническая физика» и «Биотехнология».
Согласно большинству национальных и международных рейтингов МФТИ входит в тройку лучших вузов России, занимая высокие позиции в области физики, математики, компьютерных и технических наук, биологии и электроники. С 2018 года занимает 1-е место среди вузов России по среднему баллу ЕГЭ у зачисленных на первый курс. В 2014 году агентство «Эксперт РА» признало «очень высокий» уровень подготовки у выпускников Физтеха. Forbes описывает МФТИ как «легенду образования и науки». Физтех дважды попадал в список 100 самых престижных вузов мира по версии британского журнала Times Higher Education.
Лидер проекта Приоритет 2030, нацеленного на достижение технологического лидерства России. До этого был лидером Проекта 5-100, нацеленного на повышение престижа российского высшего образования на мировом уровне.
С 2021 года МФТИ находится под санкциями США, с 2022 года данную меру в ответ на вторжение России на Украину применили также страны Евросоюза, Великобритания и ряд других стран.

## Система Физтеха

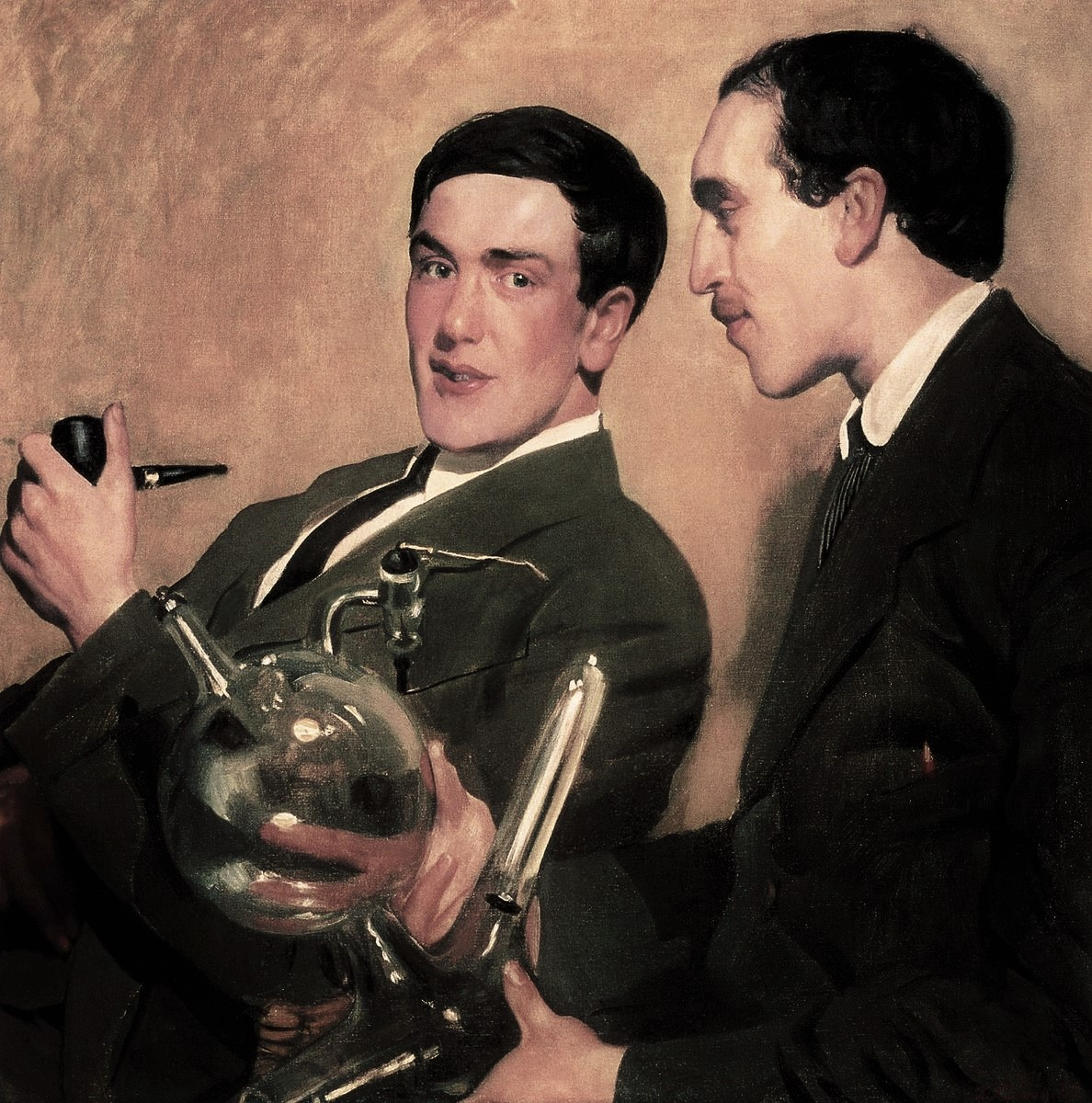
Основатели Физтеха: Капица и Семёнов, портрет работы Кустодиева (1921 г.)

См. также: Базы Московского физико-технического института
Пётр Леонидович Капица, лауреат Нобелевской премии по физике и один из инициаторов создания МФТИ, так сформулировал (в письме Сталину в 1946 году) принципы «системы Физтеха»:
1. подготовка студентов по специальности проводится непосредственно научными работниками базовых институтов на новом техническом оборудовании этих учреждений;
2. подготовка в базовых институтах предусматривает индивидуальную работу с каждым студентом;
3. каждый студент должен участвовать в научной работе начиная со второго-третьего курса;
4. при окончании института студент должен владеть современными методами теоретических и экспериментальных исследований, иметь достаточные инженерные знания для решения современных технических задач.

По заявлению создателей, в «системе Физтеха» сочетаются и дополняют друг друга фундаментальное образование, инженерные дисциплины, научно-исследовательская работа студентов на базе ведущих институтов РАН (ранее АН СССР), отраслевых институтов и конструкторских бюро, таких как Физический институт имени П. Н. Лебедева, Курчатовский институт атомных исследований, Институт физических проблем им. П. Л. Капицы, Вычислительный центр РАН, Институт прикладной математики им. М. В. Келдыша, Институт химической физики им. Н. Н. Семёнова, Институт биоорганической химии им. М. М. Шемякина и Ю. А. Овчинникова и другие. В базовых институтах созданы выпускающие кафедры МФТИ, которые осуществляют специализированное обучение студентов. Более 80 академиков и членов-корреспондентов РАН преподают на Физтехе. Известно, что число академиков и членов-корреспондентов РАН на одного студента самое большое среди вузов РФ.
«Система Физтеха» была впоследствии использована при создании в 1958 году Новосибирского государственного университета и в 1995 году Физико-технического института в составе Киевского политехнического института. В настоящее время эти принципы используются выпускниками института при создании новых учебных заведений в области экономических и гуманитарных наук, например, Центра корпоративного предпринимательства при Высшей школе экономики.
В 2001 году Президиум РАН признал «систему Физтеха» «отвечающей задачам высшего образования в современных условиях, обеспечивающей реальную интеграцию науки и образования, заслуживающей всемерной поддержки и дальнейшего развития».

## Система привлечения и отбора одарённых учащихся
В МФТИ с момента основания большое внимание уделяется работе с потенциальными студентами. Сформировалась система привлечения одарённых школьников и их последующего отбора, которая включает в себя следующие направления деятельности:
1. Заочная физико-техническая школа для учащихся старших классов (с возможностью бесплатного обучения в ней любого российского школьника, выполняющего соответствующие учебные требования). Для иногородних задания высылаются обычной или электронной почтой.
2. Вечерняя физико-техническая школа, профильные физико-математические классы в ряде школ Москвы и области.
3. Проведение ежегодных физико-математических олимпиад «Физтех» и «Открытой олимпиады школьников по программированию»[23], которые относятся к первому или ко второму уровню олимпиад школьников[24]. По правилам приёма в институт победители и призёры этих олимпиад получают льготу первого или второго порядка (зачисление без экзаменов или 100 баллов вместо показателя ЕГЭ по предмету соответственно)[25].
4. Разнообразные разовые мероприятия (от статей в прессе до устных выступлений), в которых напоминается о наличии Физтеха, кратко рассказывается о его истории и достижениях.
5. Олимпиады и конкурсы как для школьников, так и для студентов бакалавриата других высших учебных заведений (то есть для поступающих в магистратуру).

## История

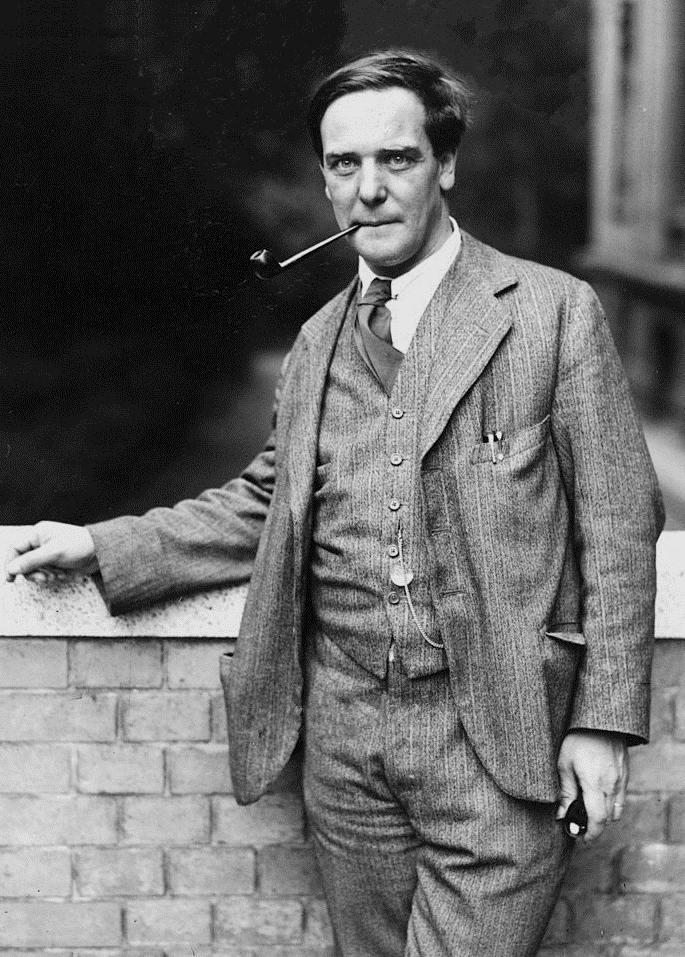
Основатель МФТИ — нобелевский лауреат, академик Капица

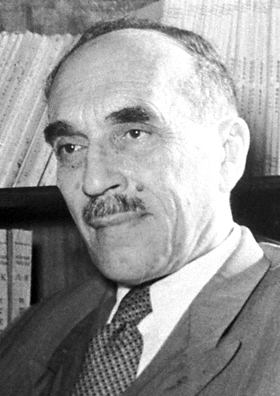
Основатель МФТИ — нобелевский лауреат, академик Семёнов

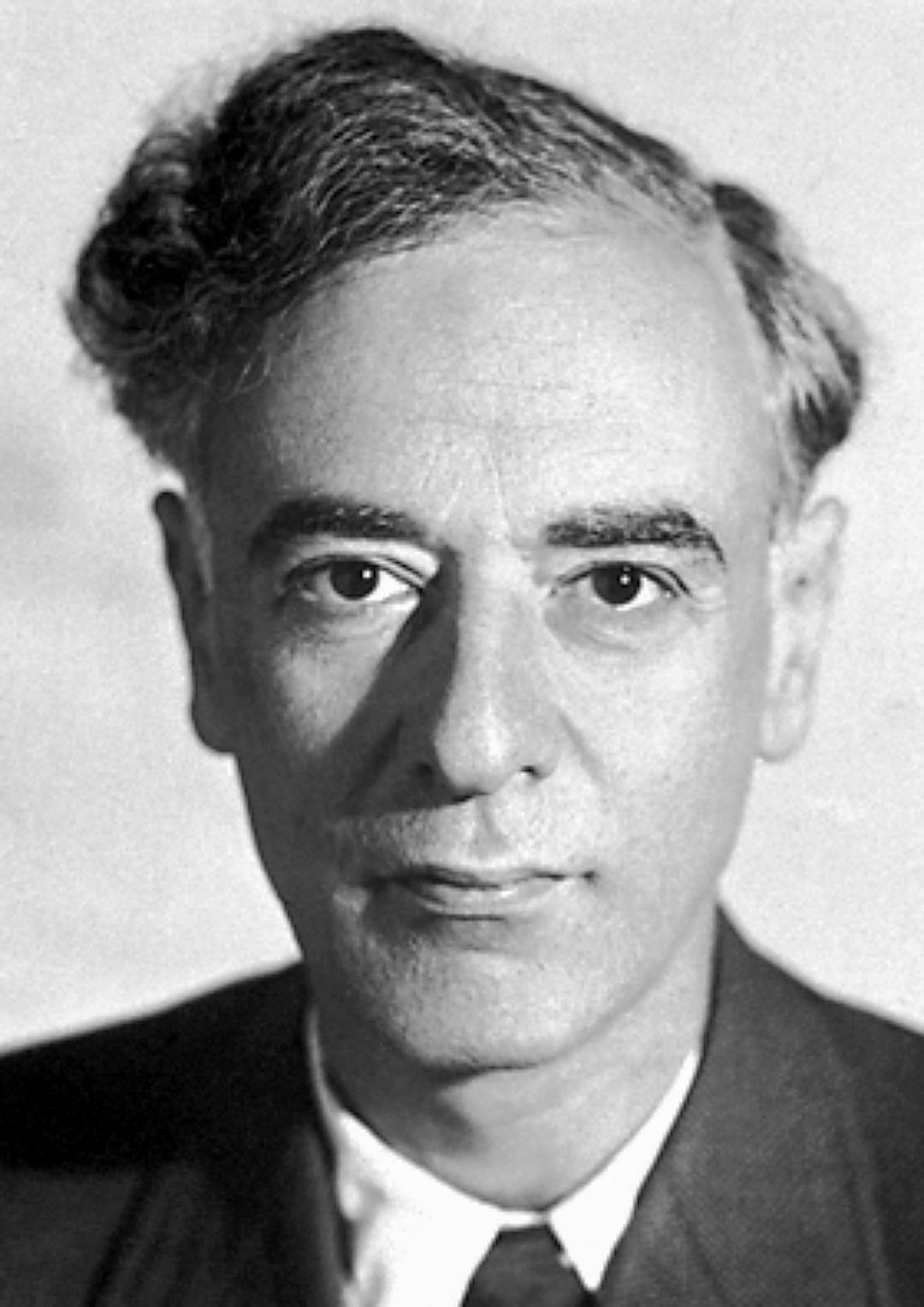
Основатель МФТИ — нобелевский лауреат, академик Ландау

### Предпосылки создания
У истоков создания института стояли члены АН СССР, Нобелевские лауреаты Капица, Семёнов и Ландау, а также академик Христианович. Целью была реализация новой системы подготовки научных работников.
Подобная система была частично реализована в 1920-х годах на физико-механическом факультете Ленинградского политехнического института, с базой в Физико-техническом институте АН СССР («Физтехе»), директором которого и деканом факультета был Иоффе, а его заместителем — Капица. На необходимость такой системы подготовки в дальнейшем указывали видные советские учёные, предлагавшие создать в стране учебное заведение нового типа — высшую политехническую школу. По замыслу учёных, это учебное заведение должно было готовить инженеров проектных бюро, инженеров-исследователей для промышленности, промышленных лабораторий и научно-исследовательских институтов, а также будущих руководителей специальных кафедр вузов. Было подготовлено даже постановление о создании Физико-технического института, но началась Великая Отечественная война.
Академик Аксель Иванович Берг вспоминал:

…1943 год. Мне было предложено возглавить работы по проектированию и производству радиолокационных станций в стране. Мы имели большие полномочия, но не хватало кадров всех уровней и квалификаций.
…Сроки подготовки инженеров в имеющихся в Москве вузах были слишком большими… Был предложен совершенно новый метод: прикомандировать студентов для теоретической, экспериментальной и практической работы к нашим новым институтам и лабораториям и включить их, таким образом, непосредственно в практическую работу. Таким образом, будущие специалисты начали трудиться рядом с нашими учёными, конструкторами, лабораторными работниками, которые помогали и словом и делом, а студенты получили возможность с первых же дней знакомиться с содержанием и трудностями предстоящей им самостоятельной и коллективной работы
— Цит. по кн.: А. А. Щука, «Физтех и физтехи», 2010, с. 18
После окончания Великой Отечественной идея создания нового учебного заведения всё сильнее поддерживалась многими учёными. Их мысли обобщил Пётр Леонидович Капица в письме Сталину от 1 февраля 1946 года. Кроме общей неудовлетворительности существовавшего положения дел Капица указывал, что «ряд директоров ведущих научных институтов Москвы счёл жизненно необходимым для дальнейшего роста и развития своих институтов предпринять шаги для подготовки кадров своими силами». Кроме этого в письме впервые упоминаются принципы «системы Физтеха»:

1. тщательный отбор одарённых и склонных к творческой работе представителей молодёжи;
2. участие в обучении ведущих научных работников и тесном контакте с ними в их творческой обстановке;
3. индивидуальный подход к отдельным студентам с целью развития их творческих задатков;
4. ведение воспитания с первых же шагов в атмосфере технических исследований и конструктивного творчества с использованием для этого лучших лабораторий страны.

— П. Капица. Председателю Совета народных комиссаров СССР Тов. И. В. Сталину

### Рождение
С самого начала Капица ратовал за создание института как независимой организации, управляемой советом директоров базовых институтов, не веря что новая система сможет существовать в рамках обычного учебного заведения. 10 марта 1946 года за подписью Сталина Совнарком СССР принял постановление «Об организации Высшей физико-технической школы СССР» с планом начать занятия 1 сентября 1946 года. Было создано Правление школы, включающее академиков Алиханова, Вавилова, Виноградова, Капицу, Курчатова, Семёнова, Христиановича. Несмотря на сопротивление новым идеям среди чиновников аппарата Министерства высшего образования, работа по созданию ВФТШ продвигалась.
Серьёзные перемены в плане произошли летом 1946 года. В августе приказом Совмина, подписанным Сталиным, Капица был отстранён от должности директора Института физических проблем. Предполагается, что его опала и недоверие к тому, что во многом было его идеями и инициативой, привела к отмене решения о создании ВФТШ как независимого вуза и созданию нового учебного заведения как факультета МГУ. Постановлением Совмина СССР от 25 ноября 1946 года «О мероприятиях по подготовке высококвалифицированных специалистов по важнейшим разделам современной физики» был создан физико-технический факультет МГУ (ФТФ МГУ). Проректором МГУ по спецвопросам стал Сергей Алексеевич Христианович, а первым деканом Физико-технического факультета — профессор Дмитрий Юрьевич Панов.
Факультет был организован в недостроенном, обвалившемся и обгоревшем трёхэтажном учебном корпусе МАТИ на станции Долгопрудная (ныне — 5-этажный Лабораторный корпус). Также факультету было передано общежитие МАТИ (ныне — Аудиторный корпус). Как пишет Щука, Капица, вероятно, видел в удалённости Долгопрудного от Москвы возможность создания подобия Кембриджского университетского городка.
Академик Христианович вспоминал, что мало кто верил, что уже осенью 1947 года в здании корпуса могут начаться занятия, или что получится освободить общежитие МАТИ от студентов. Хотя были привлечены большие ресурсы (даже военнопленные немцы), строительство продолжалось и во время вступительных экзаменов. Сталину пришлось лично 17 августа 1947 года издавать приказ о передаче студенческого общежития МАТИ на баланс факультета и переселении строителей из учебного корпуса. В условиях послевоенной разрухи выделены 12 тонн донецкого угля и 1 тысяча кубометров дров, а Госплану было поручено выделить для факультета оборудование и материалы.
Как отмечает Н. В. Карлов и другие авторы проекта Московский Физтех. Книга-музей. Архивировано из оригинала 10 апреля 2011 года., форма (ошибка в названии факультета, замазанный секретный номер в тексте приказа по министерству высшего образования) и качество исполнения данных приказов могли показывать отношение к ФТФ во всех эшелонах образовательной власти.

…тогда, в первые годы, ничего не было. Восстановили здание, совершенно обгорелое, развалившееся. Своими руками создавали и оснащали лаборатории сами студенты. Все институты помогали в этом. И в результате удалось создать чрезвычайно жизнеспособный коллектив, предвосхитить идею необходимости сближения обучения с практической работой. Физтех это, в сущности, реализовал. И в самой, пожалуй, трудной области — в области фундаментальной науки
— С. А. Христианович. По книге Н. В. Карлова «Книга о московском Физтехе»
1. строение вещества;
2. оптика;
3. химическая физика;
4. радиофизика;
5. аэродинамика;
6. термодинамика.

#### Исключительные правила приёма
Кроме того, утверждались дополнительные правила приёма, показывающих исключительность из общего порядка приёма в вузы СССР:
- максимальный возраст поступавших ограничивался 25 годами
- «преимущественно мужчины». Это положение резко отличалось от официально декларируемом равенстве мужчин и женщин
- сдавшие экзамены, но не принятые на факультет, имели право поступления на механико-математические и физические факультеты других вузов без дополнительных испытаний. Для этого экзамены на ФТФ начинались не 1-го августа, как в большинство вузов, а с 10-го июля.
- экзамены сдавали все, в том числе золотые и серебряные медалисты, хотя в другие вузы им гарантировался приём без вступительных испытаний.

В дополнительных правилах одновременно закреплялся двухэтапный подход к вступительным испытаниям, причём первый тур мог проходить не только в Москве. Приёмные комиссии были созданы в Горьком, Киеве, Ленинграде, Москве и Тбилиси. Так было положено начало традиции «агрессивного, напористого» процесса поиска одарённой молодёжи. Также правила оговаривали необходимость дополнительных вступительных испытаний, «особо назначаемые в каждом отдельном случае».

### Второе рождение

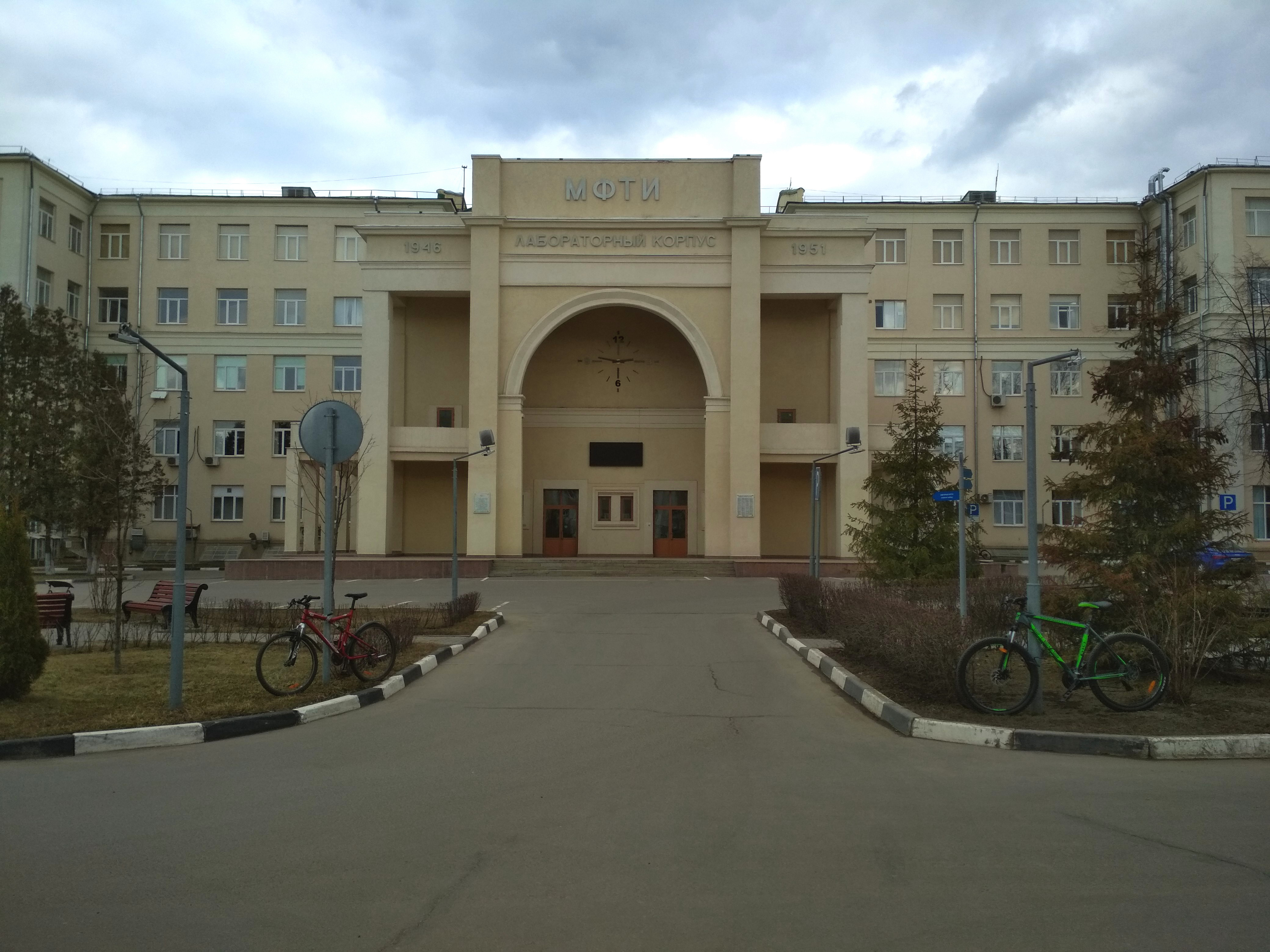
Лабораторный корпус (1946—1951)

31 декабря 1947 года (то есть с 1 января 1948 года) ректором МГУ был назначен академик Александр Николаевич Несмеянов, а секретарём парткома МГУ избран Михаил Алексеевич Прокофьев, ставший впоследствии членом-корреспондентом АН СССР. В отличие от профессора Галкина, бывшего ректора МГУ, они понимали задачи и особенности физико-технического факультета, тем самым обеспечив почти четыре года более-менее спокойной работы.
Тем не менее в последовавшие пять лет факультет столкнулся с ожидаемым Капицей неприятием новой системы. Новый факультет оказался соперником физического факультета и других московских вузов за лучших абитуриентов и студентов. В те же годы Капица попал в опалу из-за отказа работать над атомной бомбой и находился по сути под домашним арестом на своей даче. На некоторых других основателей пала тень антисемитских подозрений времён борьбы с «безродными космополитами». В Российском центре хранения и изучения документов новейшей истории сохранилось письмо заместителя декана физического факультета МГУ профессора Ф. А. Королёва секретарю ЦК ВКП(б) Маленкову, написанное 1 августа 1950 г.:

Несколько слов о физико-техническом факультете МГУ. Работники этого факультета в практике своей работы основываются на порочных идеях акад. Капицы, который ставил целью факультета подготовку кадров особого сорта, из числа каких-то «сверхгениальных» людей… Решающим критерием для приёма на этот факультет является «беседа поступающего с академиком». Именно мнение академика является решающим для отбора на этот факультет. Легко себе представить, какие кадры подбирают работающие там и задающие тон академики Ландау, Ландсберг, Леонтович и др. Это положение является совершенно нетерпимым.
Как пишет в воспоминаниях бывший ректор МФТИ, член-корреспондент Карлов, «В конце 1947 г, когда ФТФ был на подъёме, ректор МЭИ В. А. Голубцова, жена всесильного в то время секретаря ЦК ВКП(б) Г. М. Маленкова, была сильно раздосадована уходом на Физтех сильных студентов из своего института. В разговоре с одним из них она резко сказала, что обратно никого из них брать не будет, а они обязательно вернутся, так как этот факультет будет скоро разогнан. Она это знает».
Летом 1951 года ФТФ МГУ был расформирован. Тогда «группа энтузиастов нового дела» попросили (конкретнее, это сделал будущий акад. А. А. Дородницын, хорошо знакомый с И. Ф. Петровым по совместной службе в ЦАГИ) генерал-лейтенанта Ивана Фёдоровича Петрова (с учётом известных дружеских отношений последнего с Иосифом Виссарионовичем) обратиться лично к Сталину с вопросом о сохранении Физтеха, на что последовала резолюция:

«Зачем же мы будем восстанавливать факультет, который только что распустили. Давайте создадим новый институт со следующими факультетами…».

А И. Ф. Петров, как инициатор, был направлен им руководить. Так военный лётчик И. Ф. Петров (назначавшийся до того директором ЦАГИ, нач. ГНИИ ГВФ, нач. ЛИИ им. М. М. Громова) стал первым директором, а позже — и ректором МФТИ. Приказом Совета Министров от 17 сентября 1951 года был создан Московский физико-технический институт, с переходом к нему зданий и инвентаря ФТФ МГУ. Исполняющим обязанности директора МФТИ был назначен Фёдор Иванович Дубовицкий.

### Последующие десятилетия

#### 1950-е годы
В апреле 1952 года генерал И. Ф. Петров был назначен директором МФТИ. В 1954 году был построен первый корпус общежития «А» (сейчас — «двойка»). Мимо МФТИ прошла первая электричка. В 1955 году было начато строительство корпуса радиотехнического факультета, был заложен первый жилой дом для сотрудников МФТИ, начали работать 4 факультета: радиотехнический, радиофизический, аэромеханический и физико-химический. В 1957 году начали работу санаторий-профилакторий и здравпункт МФТИ. В 1958 году выходит первый номер газеты «За науку», первые выпуски сборников трудов конференции МФТИ. Построена первая столовая (ныне — спортивный корпус № 2). В 1959 году начала свою работу Вечерняя физико-математическая школа.

#### 1960-е годы
В январе 1961 года первым ректором МФТИ назначается  генерал-лейтенант авиации Петров . Проректором по научной и учебной работе назначается генерал-лейтенант авиации профессор Беляков.
В 1962 году была организована первая Всесоюзная олимпиада для школьников. Назначен новый ректор: на следующие четверть века им стал один из его первых выпускников — академик Белоцерковский.
Наступает пора расцвета Физтеха — организационного, научного и творческого. Строится студенческий городок. В 1966 году в газете «Комсомольская правда» было опубликовано: «Группа альпинистов под руководством выпускника МФТИ Юрия Скуратова совершила восхождение на безымянный пик в районе ледника Москвина. В честь 20-летия Физтеха вершину назвали пиком МФТИ». Команда КВН МФТИ одерживает ряд блестящих побед.
В 1967 году МФТИ получил Орден Трудового Красного Знамени, вручающийся за выдающиеся трудовые заслуги.

#### 1970-е годы
Как-то во время одной из наших бесед я показал академику Келдышу учебный план Физтеха. Когда он увидел обилие курсов фундаментального цикла, очень тонкие аспекты математических дисциплин, обилие курсов в области общей физики, наличие госэкзамена, он с иронией заметил: «Неужели есть студенты, которые в состоянии всё это изучить?». Я ответил ему, что, возможно, есть. А он говорит: «Если найдётся хоть один студент, который всё это будет знать, что же тогда делать нам?»
— О. М. Белоцерковский

В общежитии сразу попадаешь под водопад звуков магнитофонного происхождения, выливающихся из раскрытых окон. Магнитофон — константа общежитейской жизни. Меняется только репертуар. На первом курсе: Галич, Высоцкий, Окуджава, Городницкий, Кукин, Ким, КСП. Потом на первый план выходила «поп-мьюзик». Вот, что мы слушали: «Битлз», «Роллинг стоунз», «Винчерз», «Энималз», «Шедоуз»… Или из эстрады: Дин Рид, Том Джонс, Хампердинк, Марьянович. К старшим курсам поднимались до классики: Чайковский, Глинка, Шопен, Верди… И конечно — Бах. Здесь уже магнитофон не справлялся. Искали и делали (особенно на ФРТК) аппаратуру с хорошими характеристиками. Ходили в консерваторию, на концерты. — из воспоминаний Ю. М. Батурина, выпускника 1973 года

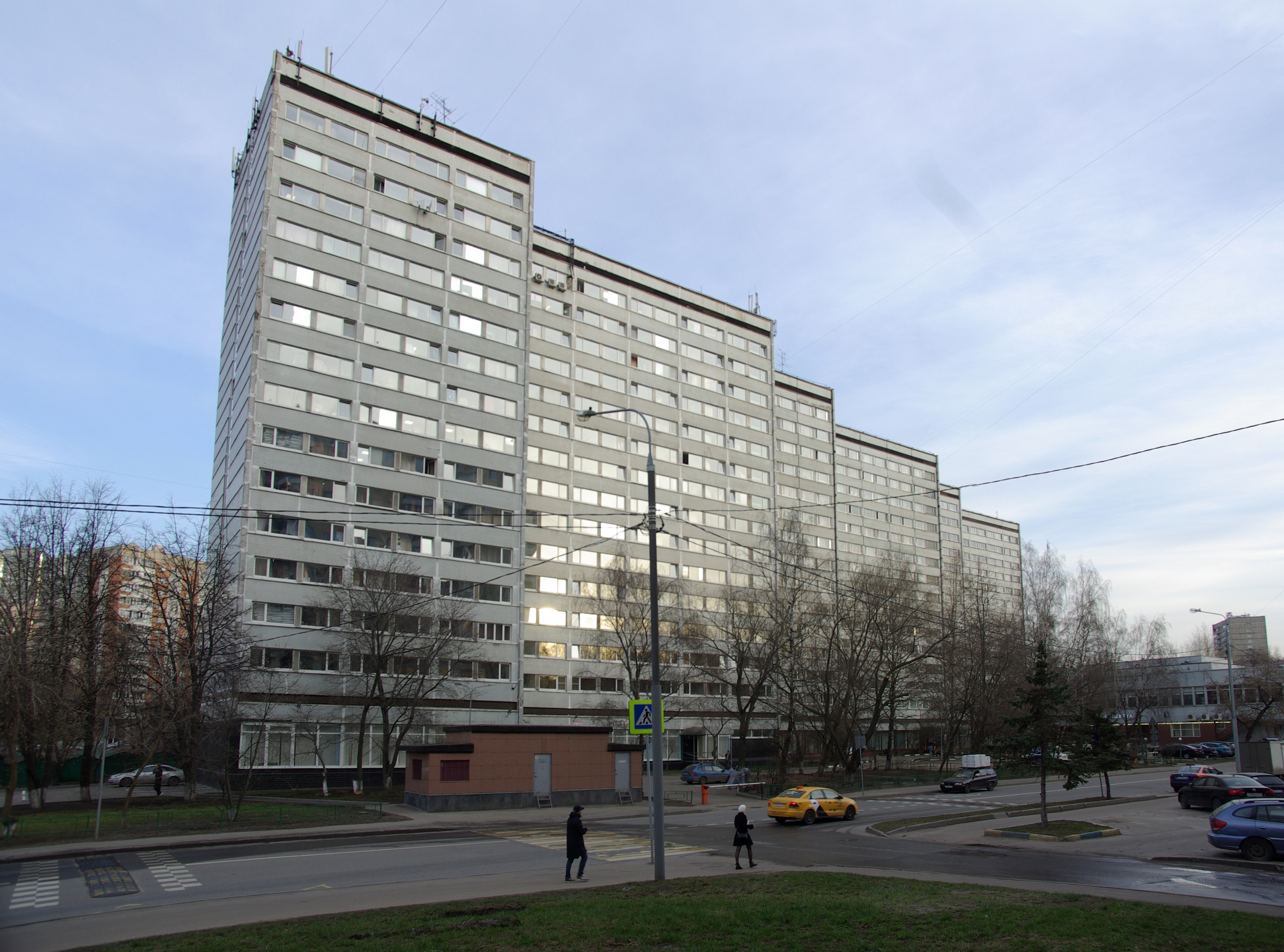
Общежитие МФТИ в Зюзино, открытое в 1975 году для студентов старших курсов, для того чтобы им было удобнее добираться до занятий на базовых кафедрах в Москве

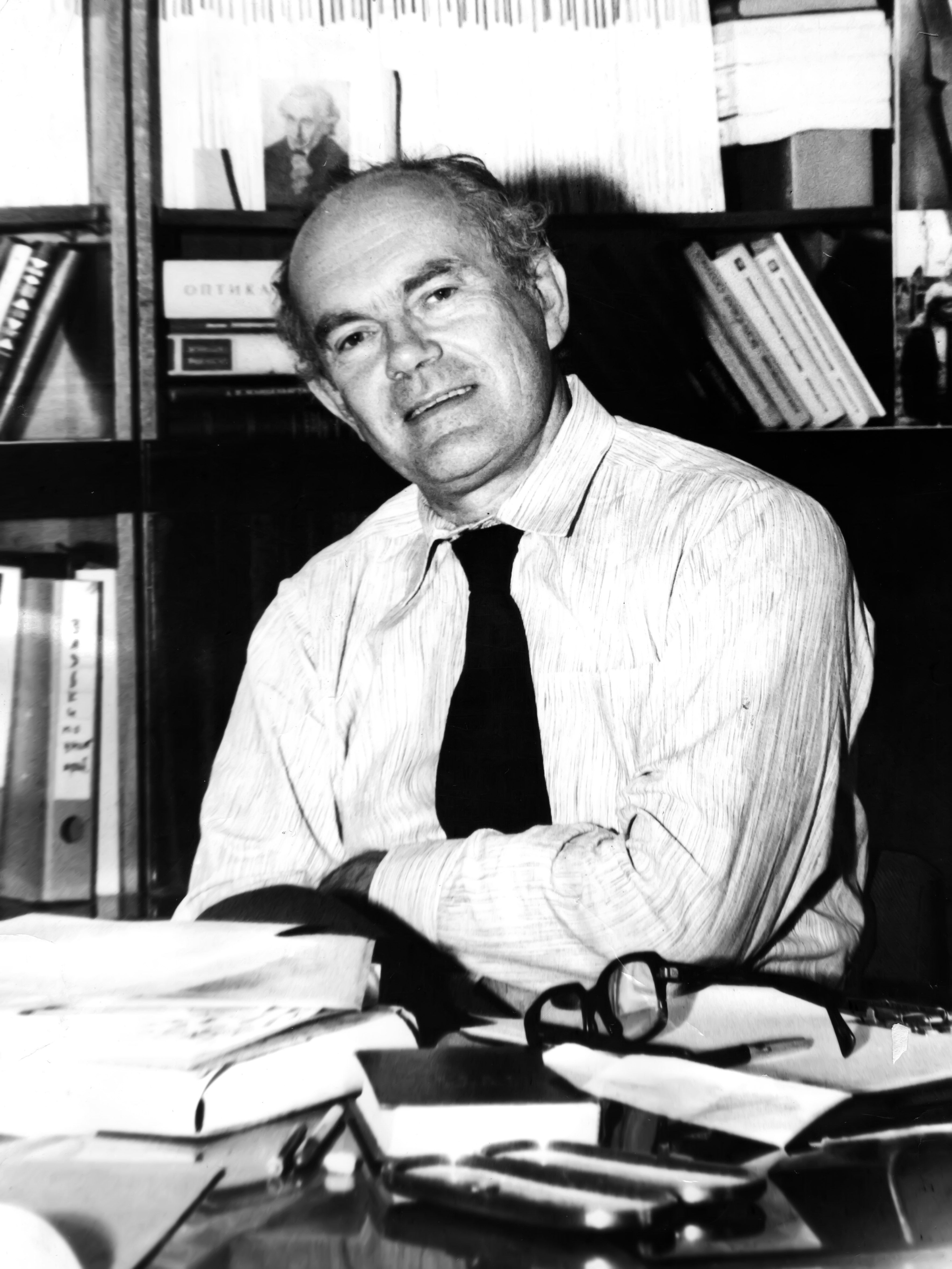
Третий ректор МФТИ Н. В. Карлов

#### 1980-е годы
В июне 1987 года окончившие первый курс студенты МФТИ старше 18 лет без отсрочки были призваны в Вооружённые силы рядовыми, такое произошло первый и единственный раз в истории вуза. В 1987 году на следующие десять лет ректором стал член-корреспондент РАН Карлов, выпускник ФТФ МГУ 1951 года.
28 февраля 1989 года на Физтех приехал первый секретарь Московского городского комитета КПСС Борис Николаевич Ельцин и выступил в рамках дискуссионного клуба МФТИ. Будучи на тот момент неоднозначной и даже опальной фигурой, на Физтехе Ельцин получил, таким образом, трибуну для предвыборного выступления, став впоследствии народным депутатом СССР, председателем Верховного Совета и президентом РСФСР, первым президентом Российской Федерации.

Как вспоминал членкор РАН историк Павел Юрьевич Уваров: 

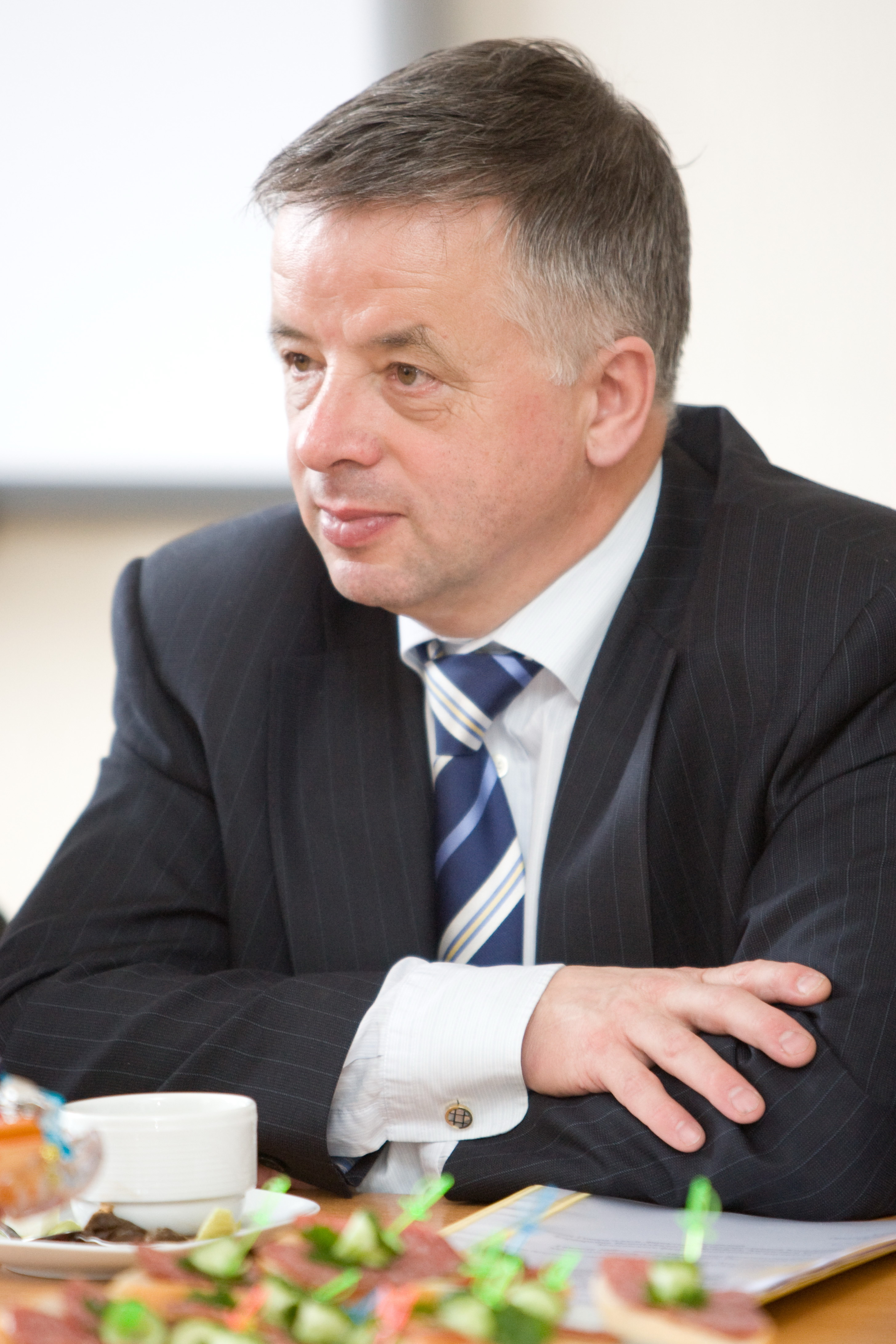
Ректор МФТИ Н. Н. Кудрявцев

…В Физтехе, что в Долгопрудном, было своеобразное начальство — физики вообще особые люди, и там всегда существовала традиция гуманитарного образования, люди интересовались методологией и философией. Неслучайно этот вуз своего рода близнец Калифорнийского технологического университета, где очень сильна гуманитарная составляющая…

#### 1990-е годы
МФТИ начало сотрудничество с крупными высокотехнологичными компаниями: в 1996 году «ИРЭ-Полюс» (российское подразделение IPG Photonics) организовало кафедру фотоники, а NT-MDT присоединилась к кафедре микроэлектроники.
В 1995 году МФТИ получил статус государственного университета.
В 1997 году МФТИ возглавил профессор Николай Николаевич Кудрявцев — выпускник Физтеха 1973 года, член-корреспондент РАН с 22 мая 2003 года.
В 1999 году Физтех одним из первых российских вузов перешёл на Болонскую систему.
В том же году учёный из МФТИ Владимир Краснопольский с помощью наземных методов анализа впервые зафиксировал метан в атмосфере Марса, позволяющий предположить наличие жизни на Марсе. Позднее, кроме метана, на Марсе были обнаружены гелий и озоновый слой.

#### 2000-е годы
На Физтех пришли новые высокотехнологичные компании: с 2001 года началось сотрудничество с NetCracker, в 2004 году Intel открыла кафедру микропроцессорных технологий, в 2005 Schlumberger присоединилась к кафедре нефтяного инжиниринга и геофизики месторождений углеводородов, в 2006 году ABBYY открыл кафедру распознавания изображений и обработки текста, в 2007 Яндекс организовал кафедру анализа данных, IBS — кафедру информационных бизнес-систем. Кроме того, в кампусе МФТИ начинают создаваться лаборатории по передовым направлениям исследований — фотонике, нанофизике, биофизике, квантовым технологиям.
В 2003 году институт награждён Почётной грамотой Кабинета Министров Украины за весомый вклад в развитие образования.
В 2004 году выпускники МФТИ Константин Новосёлов и Андрей Гейм смогли получить и исследовать графен, в 2010 году они получили за это Нобелевскую премию по физике.
В 2007 году на Физтехе создан Центр коллективного пользования уникальным научным оборудованием в области нанотехнологий.
С 2009 года МФТИ — национальный исследовательский университет.

#### 2010-е годы

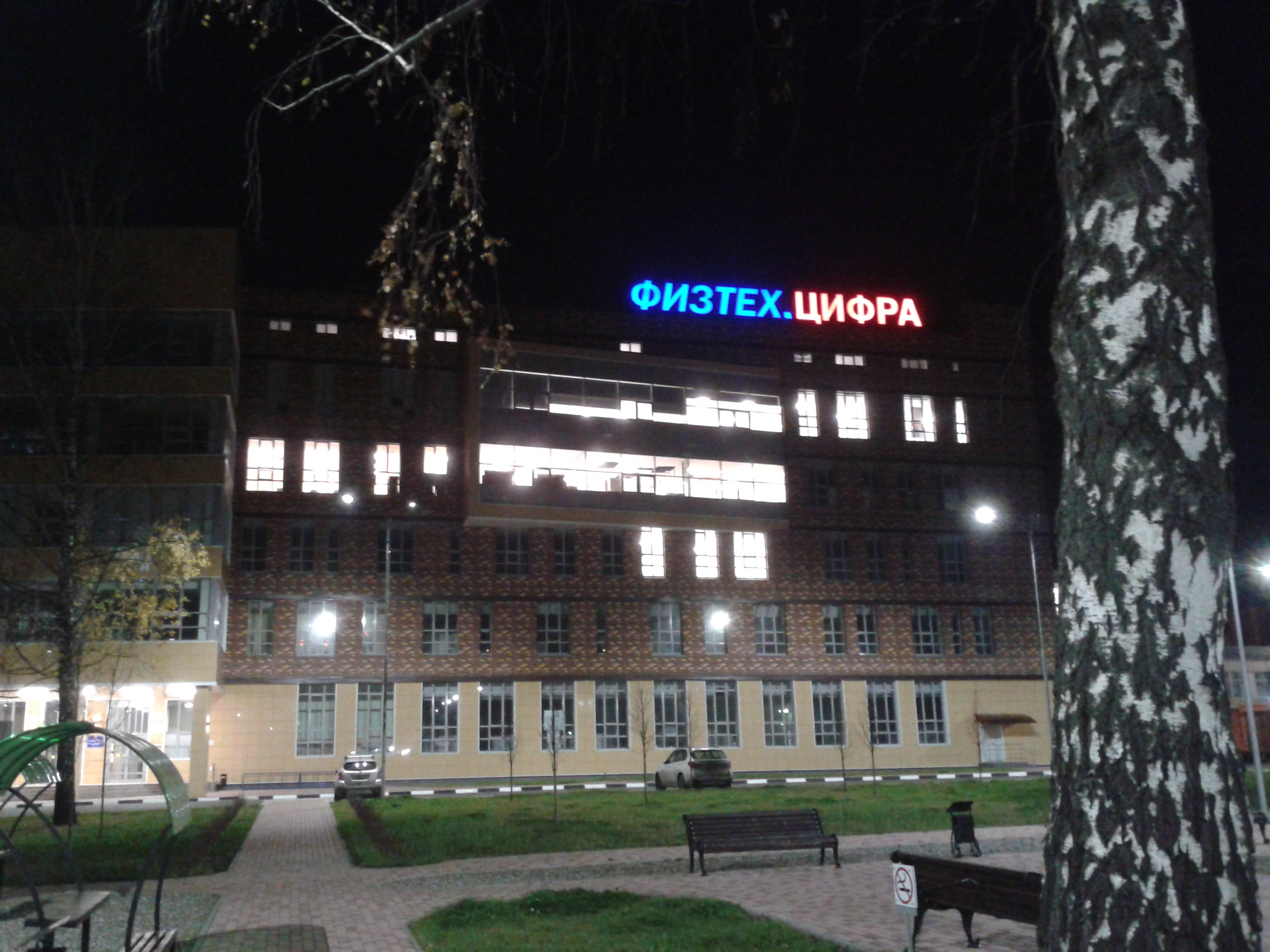

Продолжило расширяться сотрудничество с высокотехнологичными компаниями: в 2011 году «РОСНАНО» открыло кафедру технологического предпринимательства, «НИИМЭ и Микрон» — кафедру микро- и наноэлектроники, в 2012 году Метрологический центр РОСНАНО открыл испытательную лабораторию на кафедре нанометрологии, в 2014 «Сбербанк-технологии» организовали кафедру банковских информационных технологий, в 2015 году Mail.Ru Group запустила на Физтехе «Технотрек», а в 2019 году Huawei открыла образовательную программу по компьютерному зрению. Помимо этого, МФТИ радикально расширил количество лабораторий в кампусе института.

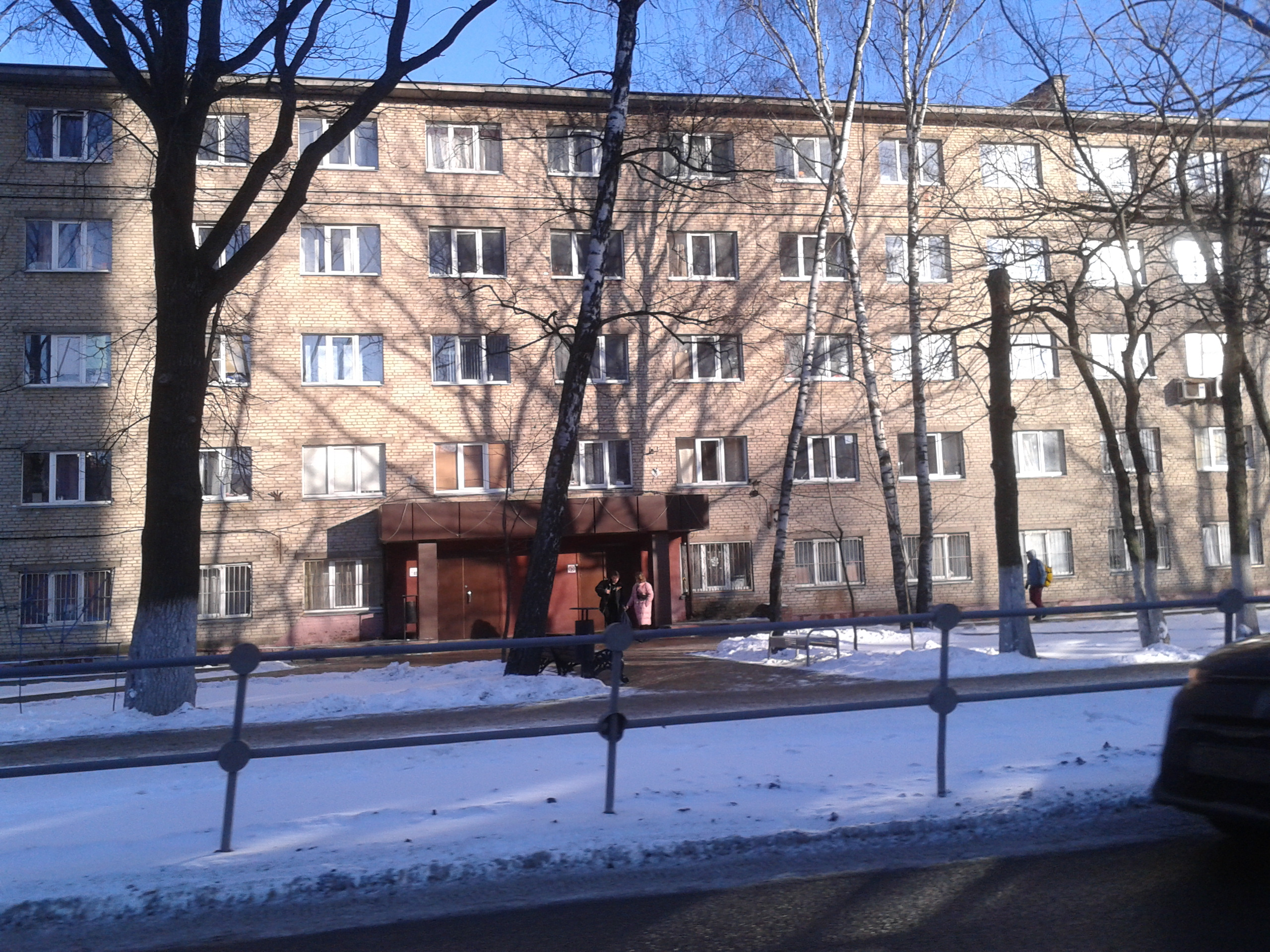
Общежитие Физтеха

В 2012 году Сборная Физтеха стала чемпионом Премьер-лиги КВН, а в 2014 году — финалистом Высшей лиги.
В 2013 году МФТИ стал одним из 15 победителей открытого конкурса Проекта 5-100.
В 2014 году Физтех первым из российских вузов запустил курс на платформе Coursera.
В 2015 году в МФТИ был создан первый российский кубит, а в 2016 — первая в России двухкубитная система.
В 2017 году МФТИ запустил первую в России онлайн-магистратуру, а включён в Перечень ВУЗов и научных организаций, которые могут самостоятельно присуждать ученые степени кандидата и доктора наук вместо ВАК (19 вузов и 4 научные организации).
В конце 2017 года МФТИ стал центром Национальной технологической инициативы по направлению «Искусственный интеллект».
В 2018 году Физтех вошёл в «Консорциум опорных вузов Госкорпорации „Росатом“».

В 2019 году МФТИ открыл представительство в Чжэнчжоу (Китай).

#### 2020-е годы
В 2020—2021 годах команда МФТИ два раза выходила в полуфинал конкурса Amazon Alexa Prize по созданию диалоговых систем.
10 марта 2021 года, в связи с достижением Николаем Кудрявцевым предельно допустимого возраста для руководителей вуза, министр науки и высшего образования РФ Валерий Фальков подписал приказ о назначении Дмитрия Ливанова временно исполняющим обязанности ректора МФТИ. Этому предшествовало организованное профсоюзом «Университетская солидарность» открытое письмо более 700 учащихся и преподавателей МФТИ с требованием вернуть выборы ректора. Бывший министр науки и образования приступит к исполнению обязанностей ректора 16 июня 2021 года.
В марте 2020 года МФТИ открыл курсы по спортивному программированию.
24 ноября 2021 включён в список MEU (военных конечных пользователей) в EAR.
В 2022 году команда МФТИ впервые в России создала ИИ-систему, проверяющую сочинения по английскому языку лучше живого учителя.
В вузе издается журнал «За науку».

## Факультеты и физтех-школы
До 2016 года в МФТИ насчитывалось 11 факультетов, которые позже были объединены в Физтех-школы.
- Физтех-школа радиотехники и компьютерных технологий (ФРКТ)➤
- Физтех-школа физики и исследований им. Ландау (ЛФИ)➤
- Физтех-школа аэрокосмических технологий (ФАКТ)➤
- Физтех-школа электроники, фотоники и молекулярной физики (ФЭФМ)➤
- Физтех-школа прикладной математики и информатики (ФПМИ)➤
- Физтех-школа биологической и медицинской физики (ФБМФ)➤
- Физтех-школа бизнеса высоких технологий (ФБВТ, Бизнес-школа) ➤
- Высшая школа программной инженерии (ВШПИ)
- Физтех-школа природоподобных, плазменных и ядерных технологий им. И.В. Курчатова (КНТ)➤

### Физтех-школа радиотехники и компьютерных технологий (ФРКТ)
Организована на базе факультета радиотехники и кибернетики, директор — доктор технических наук Дмитрий Александрович Гаврилов (с 2021 г.).

Логотип факультета радиотехники и кибернетики МФТИ

#### Факультет радиотехники и кибернетики (ФРТК)
Факультет готовит специалистов в области проблем обработки и передачи информации, от физических основ — радиоэлектроники, оптических и радиоканалов — до проблем телекоммуникаций в глобальных вычислительных сетях.
Исторически является преемником радиотехнического факультета, созданного вместе с другими тремя первыми факультетами в 1955—1956 году, при этом подготовка специалистов в области радиоэлектроники началась в МФТИ ещё в 1952 году. Организаторами и научными руководителями факультета были, в том числе, академики Берг, Девятков и Лебедев. Большой вклад в организацию факультета внёс профессор Манаев, руководитель институтской кафедры радиотехники с момента её основания и до конца 1989 года. На пост первого декана был приглашён Митяшев, ученик профессора Манаева.
В 1956 году была создана базовая кафедра в Институте автоматики и телемеханики, которую возглавил академик Трапезников. В конце 1950-х — начале 1960-х открылась кафедра электромагнитных волн под руководством академика Котельникова. В 1957 году образована кафедра «Антенны и сети СВЧ», которую возглавил академик Микаэлян.
В 1964 году группа специальностей и кафедр ФРТК стали частью нового факультета физической и квантовой электроники МФТИ.
деканы ФРТК
- Митяшев, Борис Николаевич — д.т. н., профессор. Декан с 1956 по 1997 г.
- Шинкаренко, Вилен Григорьевич — д.т. н., профессор. Избранный декан ФРТК с 1997 по 2008 годы.
- Гаричев, Сергей Николаевич — д.т. н., профессор. Избранный декан ФРТК с 2008 по 2021 год[69].

Выпускники факультета
См. также: Категория:Выпускники факультета радиотехники и кибернетики Московского физико-технического института
- Интегрированные киберсистемы
- Микропроцессорные технологии в интеллектуальных системах управления
- Инфокоммуникационные системы и сети
- Информатика и вычислительная техника
- Защита информации
- Проблемы передачи информации и анализа данных
- Радиолокация, управление и информатика
- Радио и информационные технологии
- Радиофизика и техническая кибернетика
- Радиоэлектронные информационные системы
- Интеллектуальные информационные системы и технологии
- Информационные системы
- Электронные вычислительные машины
- Интеллектуальные информационные радиофизические системы
- Теоретическая и прикладная информатика
- Мультимедийные технологии и телекоммуникации
- Физико-техническая информатика
- Моделирование и технологии разработки нефтяных месторождений

### Физтех-школа физики и исследований имени Ландау (ЛФИ)

Логотип факультета общей и прикладной физики МФТИ

Изначально называлась Физтех-школой фундаментальной и прикладной физики (ФФПФ), но позже переименована. Организована на базе факультета общей и прикладной физики (ФОПФ) и факультета проблем физики и энергетики (ФПФЭ).

#### Факультет общей и прикладной физики (ФОПФ)
Факультет готовит специалистов в области теоретической физики.
Исторически является преемником радиофизического факультета, созданного вместе с другими тремя первыми факультетами в 1955—1956 году, хотя кафедра радиофизики начала свою работу в 1949 году.
В 1955 году открывается кафедра «Акустика» на базе Акустического института АН, которой долгое время руководил академик Бреховских. Также в 1955 году была открыта кафедра «Физика низких температур» на базе Института физических проблем. Именно на этой кафедре появились всемирно известные школы будущих нобелевских лауреатов Ландау и Капицы.
В 1961 году была открыта кафедра на базе Физического института АН.
После отделения института Общей физики (ИОФАН) от ФИАНа, последний возглавил академик Александр Михайлович Прохоров, возглавивший также базовую кафедру «Квантовая радиофизика».
В 1961 году деканом стал Дмитрий Юрьевич Панов (бывший декан ФТФ МГУ), однако уже через несколько месяцев деканом стал Борис Васильевич Бондаренко. При нём, в 1963 году, факультет получил своё современное название. В 1964 году часть кафедр и направлений вместе с деканом Бондаренко перешла на только что созданный факультет физической и квантовой электроники.
После Бондаренко деканом факультета стал один из первых выпускников МФТИ — Радкевич Игорь Александрович. В это время создаётся кафедра «Физика твёрдого тела» (на базе открывшегося в Черноголовке Института физики твёрдого тела). Там же, в Черноголовке, на базе Института теоретической физики открывается кафедра «Проблемы теоретической физики». В конце шестидесятых годов была создана кафедра под руководством члена-корреспондента АН СССР Бусленко, занимавшаяся задачами в области управления и математического моделирования сложных систем. В дальнейшем эта кафедра стала основой для нового факультета управления и прикладной математики МФТИ.
В кампусе МФТИ работала лаборатория, а потом и кафедра «Физика живых систем», возглавляемая профессором Шиком и профессором Труханом, позже ставшим основателем и деканом факультета физико-химической биологии. Ещё одна факультетская кафедра — «Проблемы ядерной и термоядерной физики» на базе Института теоретической и экспериментальной физики — начала активно развиваться после 1978 года, когда её сотрудниками начал активно изучаться эффект нарушения пространственной чётности в процессе деления тяжёлых ядер поляризованными тепловыми нейтронами, впервые наблюдённого именно в ИТЭФ.
В 1968 году открылась кафедра «Проблемы физики и астрофизики» на базе отдела теоретической физики им. Тамма в ФИАНе. Её руководителем стал академик Гинзбург, позже ставший лауреатом Нобелевской премии по физике 2003 года.
В 1991 году открылась кафедра «Квантовая электроника, нелинейная оптика и динамическая голография» на базе Института физики АН Украины под руководством Анатолия Ивановича Хижняка. В 1993 — кафедра «Физика конденсированного состояния» на базе Курчатовского института под руководством академика Беляева, позже ставшего научным руководителем факультета нано-, био-, информационных и когнитивных технологий МФТИ. В том же, 1993 году, открывается кафедра на базе Объединённого института ядерных исследований в Дубне.
Выпускники факультета
См. также: Категория:Выпускники факультета общей и прикладной физики Московского физико-технического института
- Теоретическая астрофизика и квантовая теория поля
- Физика и техника низких температур
- Физика твёрдого тела
- Проблемы теоретической физики
- Моделирование ядерных процессов и технологий
- Проблемы квантовой физики
- Физика высоких энергий
- Фундаментальные и прикладные проблемы физики микромира
- Физика и технология наноструктур
- Квантовая радиофизика
- Проблемы физики и астрофизики
- Биофизика
- Фундаментальные взаимодействия и физика элементарных частиц
- Фундаментальные проблемы физики квантовых технологий
- Квантовая теория поля, теория струн и математическая физика
- Математические методы современной физики
- Кафедра Российского квантового центра
- Вычислительная физика конденсированного состояния[72]

#### Факультет проблем физики и энергетики (ФПФЭ)
Факультет готовит специалистов в области экспериментальной физики.
Образован в 1976 году переводом в него пяти кафедр:
- плазменной энергетики, зав. кафедрой — академик Велихов
- физики высоких давлений (ныне кафедра конденсированного состояния в экстремальных условиях), зав. кафедрой — академик Верещагин
- квантовой оптики (ныне кафедры нанооптики и спектроскопии), зав. кафедрой — член-корр. Мандельштам
- взаимодействия излучения с веществом (ныне кафедра лазерных систем и структурированных материалов), зав. кафедрой — академик Прохоров
- космических исследований (ныне кафедра космической физики), зав. кафедрой — академик Зелёный

Деканами факультета были:
- с 1976 по 1986: Велихов Евгений Павлович, академик;
- с 1986 по 1991: Красников, Юрий Георгиевич, профессор;
- с 1991 по 1992: Бурынин Евгений Евгеньевич, доцент, и.о. декана;
- с 1992 по 2003: Гордюнин Сергей Алексеевич, доцент;
- с 2003 по 2016:Леонов, Алексей Георгиевич, профессор;[73]

Выпускники факультета
См. также: Категория:Выпускники факультета проблем физики и энергетики Московского физико-технического института
- Троицкий институт инновационных и термоядерных исследований
- Институт космических исследований РАН
- Институт спектроскопии РАН
- Институт физики высоких давлений имени Л. Ф. Верещагина РАН
- Институт общей физики имени А. М. Прохорова РАН

### Физтех-школа аэрокосмических технологий (ФАКТ)

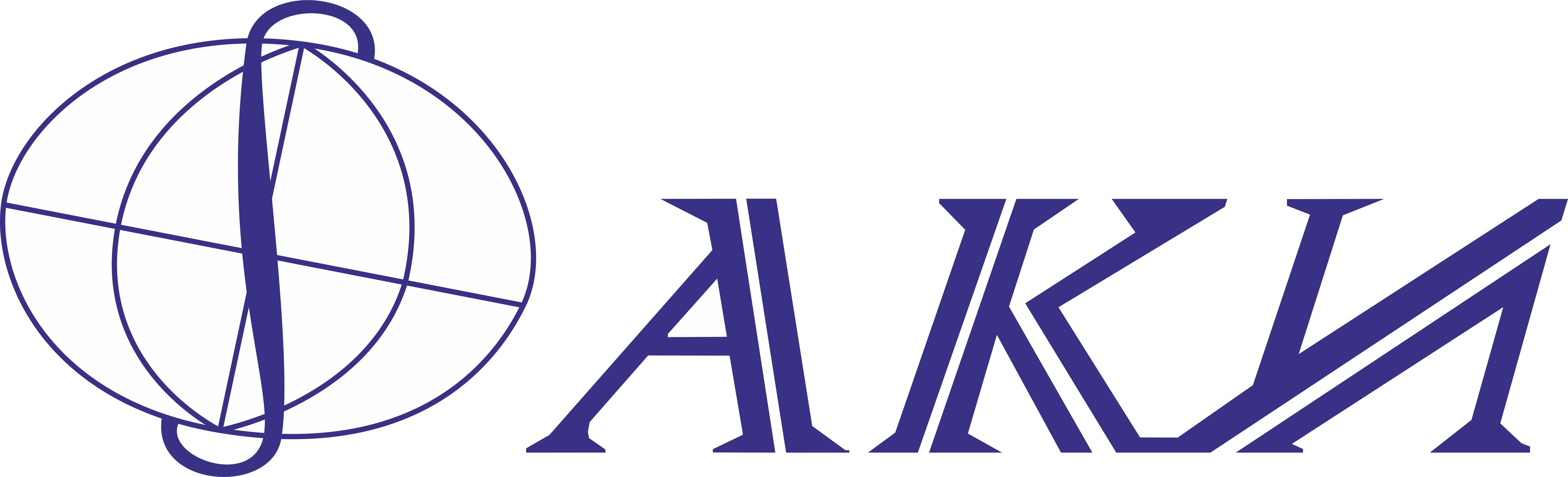
Логотип ФАКИ

Организована на базе факультета аэрофизики и космических исследований (ФАКИ) и факультета аэромеханики и летательной техники (ФАЛТ).

#### Факультет аэрофизики и космических исследований (ФАКИ)
Факультет готовит специалистов в области космонавтики, наук о Земле и природных ресурсах, механики, управления, математического моделирования и информационных технологий.
Исторически факультет является преемником аэромеханического факультета, созданного в числе первых факультетов МФТИ. Идея создания принадлежала академику Христиановичу. В 1965 году он был переименован в ФАМП (факультет аэрофизики и механики полёта), а специальности, связанные с самолётостроением, летательными аппаратами были выделены в отдельный факультет, расположенный в Жуковском. Затем, в связи с увеличением числа направлений факультет был переименован в ФАПМ (факультет аэрофизики и прикладной математики). В 1969 году из него выделился факультет управления и прикладной математики, а сам факультет получил своё современное название — ФАКИ.
Деканами факультета были:
- Симонов, Лев Алексеевич, профессор;
- Моисеев, Никита Николаевич, академик;
- Юргенс, Владимир Фёдорович, профессор;
- Жемчужин, Николай Алексеевич, генерал-майор авиации;
- Артамонов, Константин Иванович, профессор;
- Ноздрин, Владимир Иванович, полковник, доцент;
- Ширко, Игорь Владимирович, профессор
- Ткаченко, Борис Константинович, доцент,
- Негодяев, Сергей Серафимович, кандидат технических наук, доцент

Выпускники факультета
См. также: Категория:Выпускники факультета аэрофизики и космических исследований Московского физико-технического института
- Аэрофизическая механика и управление движением (РКК «Энергия»)
- Высокие технологии в обеспечении безопасности жизнедеятельности (ВНИИ ГОЧС)
- Космические летательные аппараты: прочность и газодинамика (ЦНИИмаш)
- Механика и процессы управления (ИПМех РАН)
- Прикладная механика (МФТИ)
- Теоретическая и экспериментальная физика геосистем (ИДГ РАН)
- Тепловые процессы («Центр Келдыша»)
- Термогидромеханика океана (ИО РАН, ИФА РАН)
- Перспективные технологии для систем безопасности (ЦНИИХМ)
- Космические информационные системы (Корпорация «Комета»)
- Космическое приборостроение («Российские космические системы»)
- Системы, устройства и методы геокосмической физики («Российские космические системы» и др.)
- Информатика и вычислительная математика (МФТИ)
- Нефтяной инжиниринг и геофизика месторождений углеводородов (ИДГ РАН и др.)
- Физическая металлургия и материаловедение (ИЭС НАНУ)
- Логистические системы и технологии (ИСА РАН)
- Логистические системы и технологии: совместно с РАНХиГС (ИЭПП)

#### Факультет аэромеханики и летательной техники (ФАЛТ)

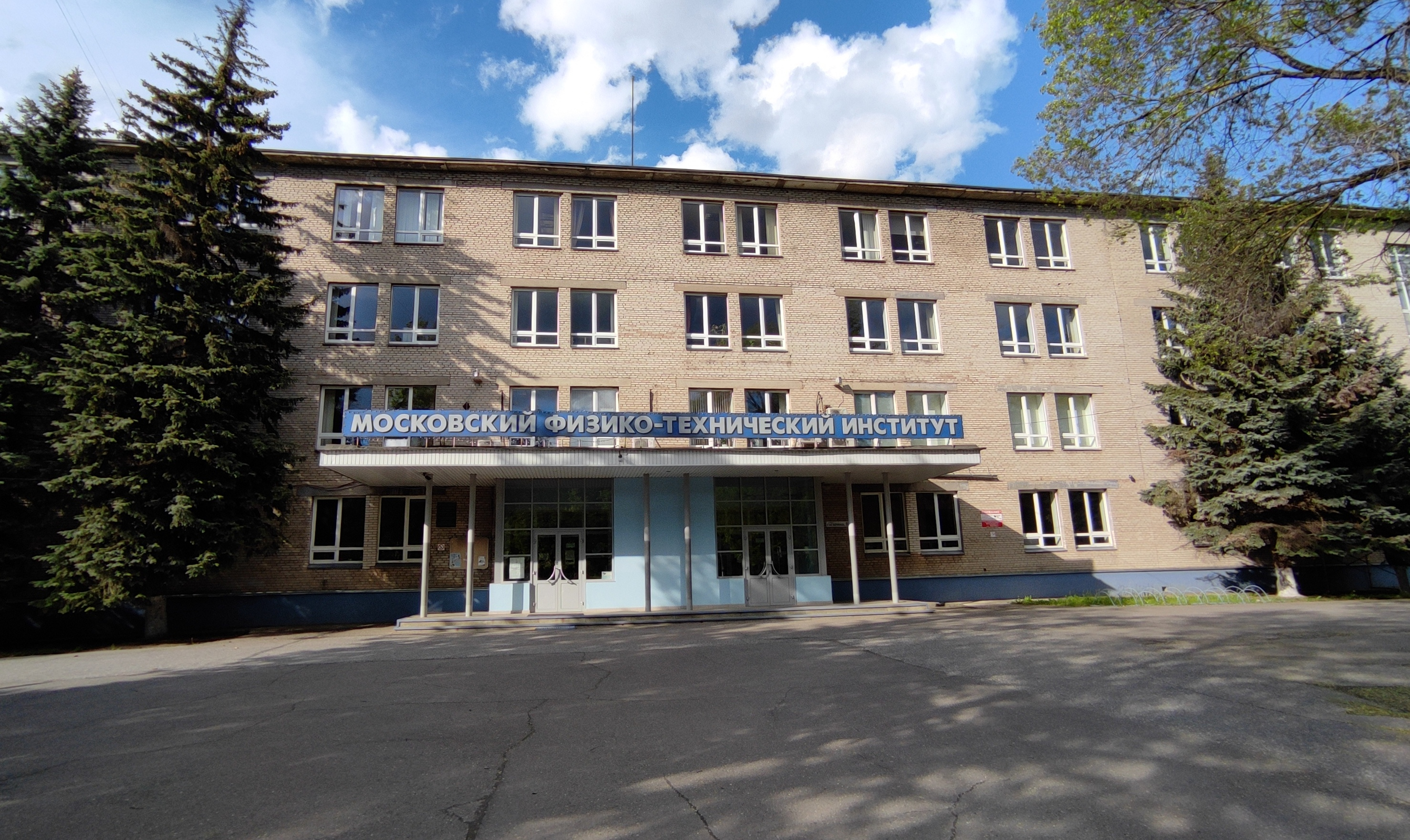
Учебный корпус ФАЛТ МФТИ в Жуковском Московской области

Факультет образован в 1965 году на базе Центрального аэрогидродинамического института и Лётно-исследовательского института. Учебные площади факультета находятся в городе Жуковском Московской области.
Отцами-основателями факультета выступили академики Христианович, Дородницын, ведущие специалисты ЦАГИ Бюшгенс, Свищёв, Макаревский, ректор МФТИ Белоцерковский, министр высшего и среднего специального образования РСФСР Столетов и министр авиационной промышленности Дементьев, генеральный конструктор Мясищев.
Деканами факультета были:
- Симонов, Лев Алексеевич 1965-1977
- Каляжнов, Владимир Владимирович 1977-1978
- Дорохин, Николай Николаевич 1979-1987
- Хлопков, Юрий Иванович 1987-2002
- Дудин, Георгий Николаевич 2002-2008
- Вышинский, Виктор Викторович 2008-2015
- Кудров, Максим Александрович с 2015

Выпускники факультета
См. также: Категория:Выпускники факультета аэромеханики и летательной техники Московского физико-технического института
- Кафедра Теоретической и прикладной аэрогидромеханики
- Кафедра Физики полёта
- Кафедра Прочности летательных аппаратов
- Кафедра Аэрофизического и лётного эксперимента
- Кафедра Газовой динамики, горения и теплообмена
- Кафедра Фундаментальных основ газового дела
- Кафедра Специальных летательных аппаратов и авиационных информационно-измерительных систем

### Физтех-школа электроники, фотоники и молекулярной физики (ФЭФМ)
Организована на базе факультета молекулярной и химической физики (ФМХФ) и факультета физической и квантовой электроники (ФФКЭ). Директор (с 2023 года) — Батурин Андрей Сергеевич.

Логотип ФМХФ

#### Факультет молекулярной и химической физики (ФМХФ)
Исторически является преемником физико-химического факультета, основанного лауреатом Нобелевской премии, академиком Семёновым в 1957 году в числе первых факультетов МФТИ.
Факультет ведёт подготовку в области классической физики (физика плазмы, механика сплошных сред, теоретическая физика, химическая физика, физика энергонасыщенных материалов), прикладной физики (материаловедение, новые углеродные материалы (алмазы, графен, материалы квантовой, микро- и наноэлектроники); физических методов исследований материалов, сред, биологических объектов; разработки и усовершенствования новых приборов и методов для обнаружения в ультрамалых концентрациях различных веществ, включая биологические маркеры. Одним из важнейших направлений деятельности факультета является молекулярное моделирование в различных приложениях: задачах металлургии, физики материалов, плазмы, процессов в ядерных реакторах, биологических процессов. Развиваются направления в нефтехимии и нефтепереработке. Химическое направление на факультете представлено созданием новых супрамолекулярных систем, фотохимией, нефтехимией, химией материалов. Ряд базовых кафедр продолжают успешно и деятельно проводить исследования и готовить высококвалифицированные кадры для обеспечения обороноспособности страны. Кафедра физики и химии плазмы (НИЦ «Курчатовский институт») принимает участие в международном проекте по созданию термоядерного реактора ITER.
Деканами факультета были:
- Грознов, Иван Николаевич 1997-2013
- Некипелов, Вячеслав Михайлович 2013-2018

Выпускники факультета
См. также: Категория:Выпускники факультета молекулярной и химической физики Московского физико-технического института
- Кафедра физики и химии наноструктур (базовая организация: Технологический институт сверхтвердых и новых углеродных материалов, заведующий кафедрой д.ф.-м.н., проф. Бланк Владимир Давыдович)
- Кафедра физики высокотемпературных процессов (базовая организация: Объединенный институт высоких температур РАН, заведующий кафедрой академик, президент РАН Фортов)
- Кафедра физики супрамолекулярных систем и нанофотоники (базовая организация Центр фотохимии РАН), заведующий кафедрой академик РАН Алфимов)
- Кафедра физики и химии плазмы (базовая организация: НИЦ «Курчатовский институт», заведующий кафедрой д.ф.-м.н. Чукбар Константин Владимирович)
- Кафедра химической физики (базовая организация: Институт химической физики им. Н. Н. Семенова РАН, заведующий кафедрой академик Берлин)
- Кафедра физической и химической механики (базовая организация Институт проблем механики РАН), заведующий кафедрой академик Суржиков)

Логотип ФФКЭ

#### Факультет физической и квантовой электроники (ФФКЭ)
Факультет создан в 1964 году на базе радиофизического и радиотехнического факультета. Задачей факультета было ответить на вызов времени, заключающийся в резком возрастании роли электроники в современном мире. Несмотря на широту спектра обособившихся направлений (квантовая электроника, микроэлектроника, твердотельная и вакуумная СВЧ-электроника), основа их функционирования была и остаётся единой, и именно на её изучение ориентирован факультет в своей образовательной миссии. С учётом акцента на физике конденсированного состояния, естественное развитие на «кванта́х» со временем получила почти вся современная электроника, включая нанотехнологии (нобелевский лауреат Константин Новосёлов, вместе со своим коллегой первым исследовавший графен, является выпускником факультета), нейроморфные структуры, квантовые компьютеры, функциональную электронику и нанометрологию. В последнее время факультет включился в новое направление по созданию элементной базы печатной электроники — высокорентабельной электроники, основанной на доставке функциональных наночастиц методами аддитивных технологий.
С 2013 года деканом избран член-корреспондент РАН Виктор Владимирович Иванов.
Деканами факультета были:
- Бондаренко, Борис Васильевич ? — 1987
- Швец, Юрий Иванович 1987—2004
- Скорик, Владислав Антонович 1987—2004
- Тодуа, Павел Андреевич 2004—2007
- Иванов Виктор Владимирович  2013 — н. в.[78]

Выпускники факультета
См. также: Категория:Выпускники факультета физической и квантовой электроники Московского физико-технического института
- Кафедра фотоники — мощные волоконные лазеры, оптоволоконные линии связи; на базе IPG Photonics.
- Кафедра наноэлектроники и квантовых компьютеров — квантовые вычисления, элементная база квантовых компьютеров, физика и технологии наноэлектроники; на базе ФТИАНа.
- Кафедра физической электроники — фоточувствительные материалы и приборы, тепловизоры, алгоритмы обработки соответствующих данных; на базе НПО «Орион».
- Кафедра квантовой электроники — полупроводниковые лазеры, лазерные гироскопы, элементная база современных лазеров и приборы на их основе; на базе НИИ «Полюс» и других.
- Кафедра микро- и наноэлектроники — методы исследования структур электроники, в том числе квантоворазмерных, формирование современных интегральных схем; на базе НИИМЭ и Микрон, НИИ физических проблем, NT-MDT и ИПТМ РАН.
- Кафедра вакуумной электроники — сверхмощные вакуумные СВЧ-приборы, углеродные автокатоды и вакуумные приборы на их основе; на базе НПП Торий и Центра автоэмиссионных технологий МФТИ.
- Кафедра твердотельной электроники, радиофизики и прикладных информационных технологий — наноплазмоника, спинтроника, космическая радиофизика, системы анализа данных; на базе ИРЭ РАН и ЦОСиВТ.
- Кафедра нанометрологии и наноматериалов — метрологическое обеспечение нанотехнологий, мемристоры для нейроморфных вычислений и другие функциональные материалы; на базе НОЦ «Нанотехнологии» и других.

### Физтех-школа прикладной математики и информатики (ФПМИ)
Организована на базе факультета управления и прикладной математики (ФУПМ) и факультета инноваций и высоких технологий (ФИВТ).

#### Факультет управления и прикладной математики (ФУПМ)
Факультет ведёт подготовку по трём основным направлениям: математическая физика, компьютерные технологии (в частности, кафедра теоретической и прикладной информатики, кафедра системного программирования, кафедра интеллектуальные системы, кафедра предсказательного моделирования и оптимизации ИППИ РАН) и экономика.
ФУПМ был выделен из состава ФАПМ (факультет аэрофизики и прикладной математики) 19 июля 1969. В составе учёных, обратившихся с предложением по образованию факультета — академики Дородницын, Глушков, Белоцерковский, Моисеев, Самарский и чл.-корр. Охоцимский. В основанных ими научных школах и сейчас продолжаются исследования в МФТИ и «базовых институтах».
В течение первых 20 лет исследователи готовились по специальностям:
- «Математическая физика» (рук. кафедр акад. А. А. Дородницын, акад. А. А. Самарский, чл.-корр. С. П. Курдюмов).
- «Управление техническими системами и их проектирование» (рук. кафедр акад. Бункин, акад. Федосов, чл.-корр. Бусленко, акад. Глушков, акад. Белоцерковский)
- «Управление организационными и социально-экономическими системами» (рук. кафедр акад. Моисеев, акад. Гвишиани, акад. Поспелов).

В 90-х годах ФУПМ был переименован в ФПМЭ (факультет прикладной математики и экономики). При А. А. Шананине факультету вновь было возвращено историческое наименование ФУПМ.
В первые годы деканом был Н. Н. Моисеев. Когда через 8 лет, в 1977 г. задачи постановки новых курсов, научного строительства факультета в целом в значительной степени были решены, он отдал большее предпочтение научной деятельности в качестве зам. директора по науке ВЦ АН СССР, а его преемником на ФУПМе стал. проф. Ю. П. Иванилов, известный также своей общественной деятельностью как народный депутат ВС РСФСР. Его сменил д.т. н., проф. Андрей Александрович Натан (создана каф. «Системные исследования» на базе ВНИИ системных исследований (позже Институт системного анализа РАН, затем влит в ФИЦ ИУ РАН)). В 1984 г. деканом стал проф. Александр Сергеевич Холодов (в 1987 году открыта каф. «Автоматизации проектирования и математического моделирования» на базе Института автоматизации проектирования РАН). В 1987 году деканом факультета был избран (веяния Перестройки) выпускник Физтеха, д.т. н., проф. Валерий Алексеевич Ириков (начата подготовка специалистов по новым специализациям: Computer science, общая и прикладная экономика, управление финансами. В 1995 году на базе Института системного программирования РАН при деятельном участии его директора Иванникова В. П. была создана базовая кафедра «Системное программирование»). В 1997 году деканом факультета избран к.ф.-м.н., доц. Сергей Иванович Бирюков. В декабре 2002 года деканом факультета избран и по настоящее время является выпускник ФУПМ 1978 года проф. Александр Алексеевич Шананин.
Таким образом, деканами факультета были:
- Моисеев, Никита Николаевич — д.ф.м.н., акад. РАН (1969—1977)
- Иванилов, Юрий Павлович — д.ф.м.н., проф. (1977—1979)
- Натан, Андрей Александрович [6.02.1918 — 9.01.2009] — д.т. н., проф. (1979—1984)
- Холодов, Александр Сергеевич (1941—2017) — проф., позже — академик РАН (1984—1987)
- Ириков, Валерий Алексеевич — проф. (1987—1997)
- Бирюков, Сергей Иванович — к.ф.-м.н., доц. (1997—2002)
- Шананин, Александр Алексеевич — д.ф.м.н., проф. (с декабря 2002 по 2019 год), ныне чл.-корр. РАН.

Выпускники факультета
См. также: Категория:Выпускники факультета управления и прикладной математики Московского физико-технического института
Известные преподаватели ФУПМ
См. также: Категория:Преподаватели факультета управления и прикладной математики МФТИ
- Нелинейные процессы (ВЦ РАН) — математическая физика
- Прикладная математика (ИПМ РАН) — прикладная математика, Управление динамическими системами, Синергетика и нелинейные процессы
- Математическое моделирование (ИПМ РАН) — математическое моделирование
- Вычислительные технологии и моделирование в геофизике и биоматематике (ИВМ РАН) — прикладная математика
- Прикладные проблемы теоретической и математической физики
- Системное программирование (ИСП РАН)
- Кафедра информатики (МФТИ) — компьютерные технологии
- Теоретическая кибернетика и методы оптимального управления
- Управляющие и информационные системы (ГосНИИАС)
- Прикладные вычислительные модели и программные комплексы (МФТИ)
- Теоретическая и прикладная информатика — компания Acronis
- Математические и информационные технологии (ИАП РАН) — математические и информационные технологии
- Предсказательное моделирование и оптимизация (ИППИ РАН)
- Интеллектуальные системы (ВЦ РАН) — проектирование и организация систем, Интеллектуальный анализ данных
- Анализ и прогнозирование национальной экономики (ИНП РАН)
- Системные исследования (ИСА РАН)
- Математическое моделирование сложных процессов и систем (ВЦ РАН) — теория управления и исследование операций
- Математические основы управления
- Анализ систем и решений

#### Факультет инноваций и высоких технологий (ФИВТ)

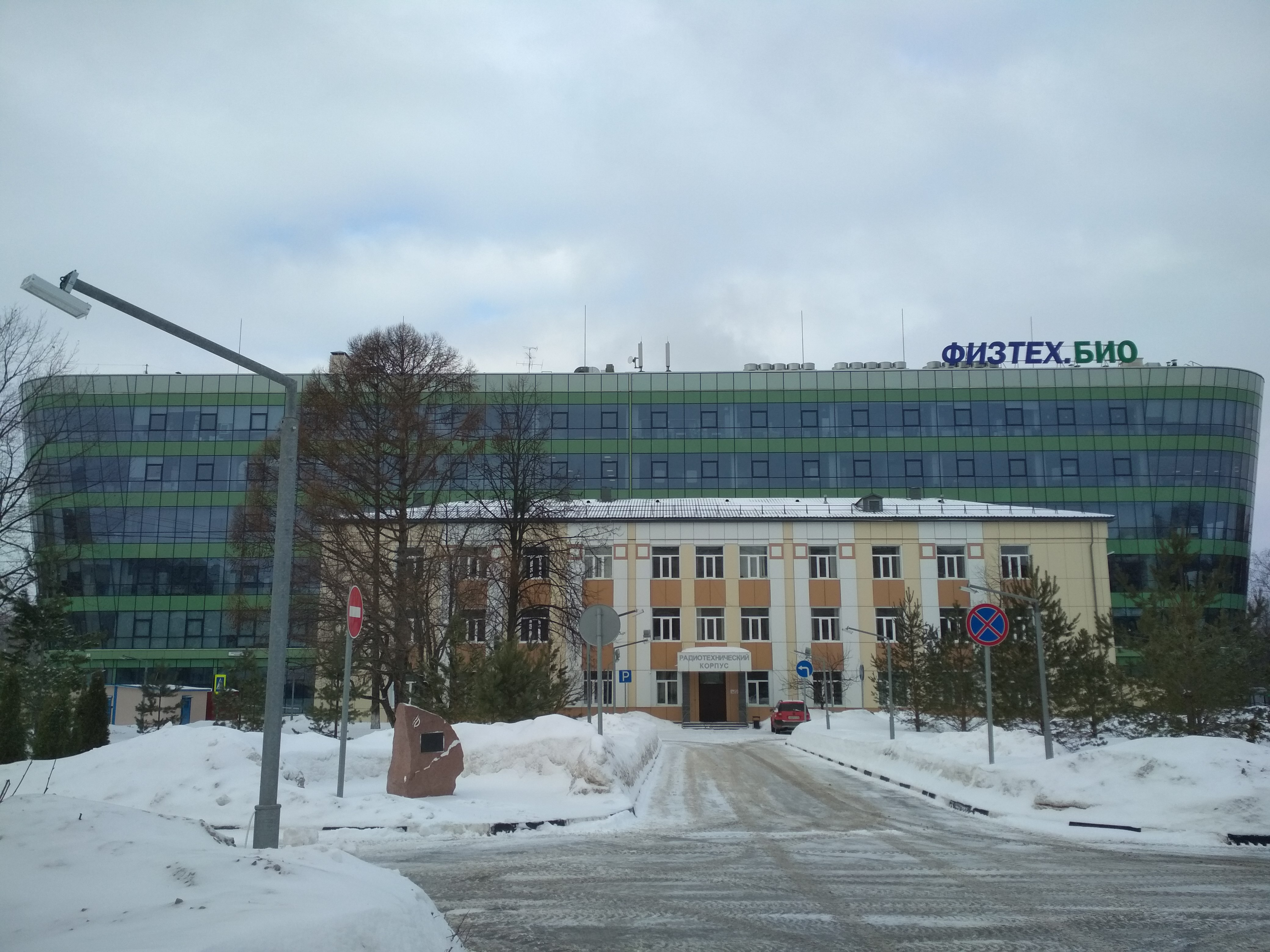
Корпус за радиотехническим корпусом

Факультет инноваций и высоких технологий существенно отличается от остальных факультетов Физтеха тем, что с младших курсов упор в обучении делается не на физику, а на дискретную математику и компьютерные науки.

Логотип ФУПМ

- Анализ данных
- Корпоративные информационные системы
- Дискретная математика
- Распознавание изображений и обработка текста
- Когнитивные технологии
- Концептуальный анализ и проектирование
- Компьютерная лингвистика
- Финансовые технологии
- Банковские информационные технологии
- Теоретическая и прикладная информатика

### Физтех-школа биологической и медицинской физики (ФБМФ)

Логотип ФБМФ

#### Факультет биологической и медицинской физики (ФБМФ)
Факультет биологической и медицинской физики нацелен на подготовку специалистов, компетентных в областях физики, биологии и химии и одновременно обладающих медицинскими знаниями, позволяющими работать на стыке наук.
- Биоинформатика
- Инновационная фармацевтика и биотехнология
- Молекулярная и клеточная биология
- Молекулярная медицина
- Молекулярная физиология и биофизика
- Трансляционная и регенеративная медицина
- Физика живых систем
- Физико-химическая биология и биотехнология

### Физтех-школа бизнеса высоких технологий (ФБВТ, Бизнес-школа)
Открылась в 2021 году (магистратура) и 2022 году (бакалавриат).
Магистратура ФБВТ связана со Сколтехом и Сбербанком, в то время как бакалавриат реализуется в рамках совместной программы с МШУ СКОЛКОВО.

### Физтех-школа природоподобных, плазменных и ядерных технологий им. И.В. Курчатова (КНТ)
Организован на базе факультета нано-, био-, информационных и когнитивных технологий (ФНБИК).
Факультет был образован в 2006 году присоединением вуза ИНЕСНЭК, основанного в 1993 году. Тогда факультет получил название ФНТИ — факультет нанотехнологий и информатики.
В 2009 году был переименован в ФНБИК — факультет нано-, био-, информационных и когнитивных технологий и стал заниматься конвергентными технологиями. В 2017 был объединён с ФБМФ в одноимённую физтех-школу, а затем в мае 2017 снова превращён в самостоятельное подразделение Физтеха под названием ИНБИКСТ — Институт нано-, био-, информационных, когнитивных и социогуманитарных наук и технологий. В 2024 году ИНБИКСТ стал Физтех-школой природоподобных, плазменных и ядерных технологий им. И.В. Курчатова (КНТ).
Факультет базируется в Москве по адресу ул. Максимова, д. 4. В Долгопрудном проходят занятия по физкультуре, лабораторным работам и химии, а также письменные экзамены по общей физике. Остальные занятия ведут сотрудники факультетских кафедр, некоторые из которых одновременно преподают в Долгопрудном, на мехмате МГУ или в ВШЭ.
Основная, хоть и далеко не единственная, базовая организация факультета — Национальный исследовательский центр «Курчатовский институт», в частности, НБИКС-центр Курчатовского института, где также проходит часть занятий.

### Международный центр теоретической физики имени А. А. Абрикосова
Открыт в 2022 году.

### Общеинститутские кафедры и подразделения
- Кафедра высшей математики
- Кафедра общей физики
- Кафедра вычислительной физики
- Кафедра информатики и вычислительной математики
- Кафедра теоретической физики им. Ландау
- Кафедра теоретической механики
- Департамент иностранных языков
- Высшая школа системного инжиниринга
- Департамент физической культуры и спорта
- Военный учебный центр
- Учебно-научный центр гуманитарных и социальных наук

## Санкции
25 ноября 2021 года Министерство торговли США внесло МФТИ в санкционный список из-за разработки военной продукции для военного заказчика, с 2 августа 2022 года санкции были ужесточены из-за разработки БПЛА.
25 февраля 2022 года, из-за вторжения России на Украину, Московский физико-технический институт внесён в санкционный список всех стран Евросоюза
7 апреля 2022 года, МФТИ попал под санкции Канады за косвенную или прямую поддержку российским вооружённым силам как «соучастник боли и страданий вызванной бессмысленной войной Владимира Путина на Украине».
4 мая 2022 года внесён в санкционный список Великобритании, 8 июня 2022 года Новой Зеландии как «причастного к подрыву суверенитета и территориальной целостности Украины».
Также Московский физико-технический институт внесён в санкционные списки Японии, Украины и Швейцарии

## Преподаватели МФТИ

Новые корпуса МФТИ (Арктика и Цифра)

См. также: Категория:Преподаватели Московского физико-технического института

### Лауреаты Нобелевской премии — профессораФизтеха[93]
Абрикосов, Алексей Алексеевич
 Гинзбург, Виталий Лазаревич
 Капица, Пётр Леонидович
 Ландау, Лев Давидович
 Прохоров, Александр Михайлович
 Сахаров, Андрей Дмитриевич
 Семёнов, Николай Николаевич
 Тамм, Игорь Евгеньевич

### Академики АН СССР и РАН
- Алёшин, Борис Сергеевич (р. 1955)
- Алфимов, Михаил Владимирович (р. 1937)
- Алиханов, Абрам Исаакович (1904—1970)
- Андреев, Александр Фёдорович (1939—2023)
- Арцимович, Лев Андреевич (1909—1973)
- Беляев, Спартак Тимофеевич (1923—2017)
- Белоцерковский, Олег Михайлович (1925—2015)
- Берлин, Александр Александрович (р. 1940)
- Болибрух, Андрей Андреевич (1950—2003)
- Большов, Леонид Александрович (р. 1946)
- Бражкин, Вадим Вениаминович (р. 1961)
- Бугаёв, Александр Степанович (1947—2024)
- Будкер, Герш Ицкович (1918—1977)
- Бункин, Борис Васильевич (1922—2007)
- Бурцев, Всеволод Сергеевич (1927—2005)
- Валиев, Камиль Ахметович (1931—2010)
- Вавилов, Сергей Иванович (1891—1951)
- Велихов, Евгений Павлович (1935—2024)
- Векуа, Илья Несторович (1907—1977)
- Верещагин, Леонид Фёдорович (1909—1977)
- Владимиров, Василий Сергеевич (1923—2012)
- Воеводин, Валентин Васильевич (1934—2007)
- Волькенштейн, Михаил Владимирович (1912—1992)
- Галеев, Альберт Абубакирович (1940—2022)
- Гантмахер, Всеволод Феликсович (1935—2015)
- Гаранин, Сергей Григорьевич (р. 1958)
- Геловани, Виктор Арчилович (р. 1944)
- Герштейн, Семён Соломонович (1929—2023)
- Глушков, Виктор Михайлович (1923—1982)
- Говорун, Вадим Маркович (р. 1964)
- Горьков, Лев Петрович (1929—2016)
- Горячева, Ирина Георгиевна (р. 1947)
- Гуляев, Юрий Васильевич (р. 1935)
- Гурфинкель, Виктор Семёнович (1922—2020)
- Данилов, Михаил Владимирович (р. 1946)
- Девятков, Николай Дмитриевич (1907—2001)
- Дородницын, Анатолий Алексеевич (1910—1994)
- Дымников, Валентин Павлович (р. 1938)
- Дыхне, Александр Михайлович (1933—2005)
- Евтушенко, Юрий Гаврилович (р. 1938)
- Желтов, Сергей Юрьевич (р. 1956)
- Журавлёв, Виктор Филиппович (р. 1943)
- Журавлёв, Юрий Иванович (1935—2022)
- Зацепин, Георгий Тимофеевич (1917—2010)
- Зелёный, Лев Матвеевич (р. 1948)
- Иванников, Виктор Петрович (1940—2016)
- Ивантер, Виктор Викторович (1935—2019)
- Келдыш, Мстислав Всеволодович (1911—1978)
- Королёв, Сергей Павлович (1906—1966)
- Курчатов, Игорь Васильевич (1903—1960)
- Кузнецов, Евгений Александрович (р. 1947)
- Лаврентьев, Михаил Алексеевич (1900—1980)
- Ландсберг, Григорий Самуилович (1890—1957)
- Лебедев, Сергей Алексеевич (1902—1974)
- Лифшиц, Евгений Михайлович (1915—1985)
- Логунов, Анатолий Алексеевич (1926—2015)
- Макаров, Валерий Леонидович (р. 1937)
- Макеев, Виктор Петрович (1924—1985)
- Марчук, Гурий Иванович (1925—2013)
- Мельников, Владимир Андреевич (1928—1993)
- Месяц, Геннадий Андреевич (р. 1936)
- Микаэлян, Андрей Леонович (1925—2010)
- Мищенко, Евгений Фролович (1922—2010)
- Миллионщиков, Михаил Дмитриевич (1913—1973)
- Моисеев, Никита Николаевич (1917—2000)
- Мохов, Игорь Иванович (р. 1950)
- Никольский, Сергей Михайлович (1905—2012)
- Нестерихин, Юрий Ефремович (1930—2010)
- Овсянников, Лев Васильевич (1919—2014)
- Окунь, Лев Борисович (1929—2015)
- Олейник, Ольга Арсеньевна (1925—2001)
- Орликовский, Александр Александрович (1938—2016)
- Осипьян, Юрий Андреевич (1931—2008)
- Патон, Борис Евгеньевич (1918—2020)
- Петров, Александр Александрович (1934—2011)
- Петров, Олег Фёдорович (р. 1961)
- Петровский, Иван Георгиевич (1901—1973)
- Питаевский, Лев Петрович (1933—2022)
- Попков, Юрий Соломонович (р. 1937)
- Раушенбах, Борис Викторович (1915—2001)
- Рудаков, Константин Владимирович (1954—2021)
- Сагдеев, Роальд Зиннурович (р. 1932)
- Самарский, Александр Андреевич (1919—2008)
- Седов, Леонид Иванович (1907—1999)
- Соболев, Сергей Львович (1908—1989)
- Сон, Эдуард Евгеньевич (1944—2021)
- Суржиков, Сергей Тимофеевич (р. 1952)
- Сюняев, Рашид Алиевич (р. 1943)
- Тимофеев, Владислав Борисович (1936—2023)
- Тыртышников, Евгений Евгеньевич (р. 1955)
- Фортов, Владимир Евгеньевич (1946—2020)
- Халатников, Исаак Маркович (1919—2021)
- Холодов, Александр Сергеевич (1941—2017)
- Хубутия, Могели Шалвович (р. 1946)
- Черноусько, Феликс Леонидович (р. 1938)
- Чернышёв, Сергей Леонидович (р. 1955)
- Черток, Борис Евсеевич (1912—2011)
- Шальников, Александр Иосифович (1905—1986)
- Шаталин, Станислав Сергеевич (1934—1997)
- Шумаков, Валерий Иванович (1931—2008)
- Щербаков, Иван Александрович (р. 1944)
- Энтов, Револьд Михайлович (р. 1931)

### Члены-корреспонденты АН СССР и РАН
- Алексеевский, Николай Евгеньевич (1912—1993)
- Аристов, Виталий Васильевич (1945—2018)
- Аушев, Тагир Абдул-Хамидович (р. 1976)
- Бабаян, Борис Арташесович (р. 1933)
- Бесов, Олег Владимирович (р. 1933)
- Бушуев, Константин Давыдович (1914—1978)
- Буфетов, Игорь Алексеевич (р. 1949)
- Ваничев, Александр Павлович (1916—1994)
- Василевский, Юрий Викторович (р. 1967)
- Верба, Владимир Степанович (р. 1954)
- Виноградов, Евгений Андреевич (1941—2022)
- Высоцкий, Михаил Иосифович (р. 1954)
- Галанин, Михаил Дмитриевич (1915—2008)
- Гущин, Валентин Анатольевич (р. 1947)
- Делоне, Борис Николаевич (1890—1980)
- Егоров, Иван Владимирович (р. 1960)
- Иванов, Виктор Владимирович (р. 1957)
- Иевлев, Виталий Михайлович (1926—1990)
- Иногамов, Наиль Алимович (р. 1951)
- Карлов, Николай Васильевич (1929—2014)
- Колачевский, Николай Николаевич (р. 1972)
- Коробейников, Виктор Павлович (1929—2003)
- Кудрявцев, Лев Дмитриевич (1923—2012)
- Кузнецов, Николай Васильевич (1939—2012)
- Кудрявцев, Николай Николаевич (р. 1950)
- Курбатов, Леонид Николаевич (1913—2004)
- Курдюмов, Сергей Павлович (1922—2004)
- Лыкосов, Василий Николаевич (1945—2021)
- Махлин, Юрий Генрихович (р. 1969)
- Меликян, Арик Артаваздович (1944—2009)
- Морозов, Алексей Юрьевич (р. 1961)
- Новиков, Дмитрий Александрович (р. 1970)
- Петров, Игорь Борисович (р. 1953)
- Поляков, Александр Маркович (р. 1945)
- Поспелов, Игорь Гермогенович (1950—2022)
- Рытов, Сергей Михайлович (1908—1996)
- Фабелинский, Иммануил Лазаревич (1911—2004)
- Флёров, Юрий Арсениевич (р. 1942)
- Щёлкин, Кирилл Иванович (1911—1968)
- Яблонский, Сергей Всеволодович (1924—1998)
- Ярошевский, Василий Александрович (1932—2014)

## Известные выпускники
См. также: Выпускники Московского физико-технического института
Физтех в разное время окончили:
- более 150 академиков и членов-корреспондентов РАН, более 6000 докторов наук и около 17000 кандидатов наук[22][95], в том числе:
  - президент РАН в 2013—2017 гг. В. Е. Фортов
  - 4 вице-президента РАН
  - 3 министра Правительства Российской Федерации, министр правительства Украины и министр и заместитель премьер-министра правительства Израиля
  - губернатор Дмитрий Вадимович Зеленин
  - Владислав Георгиевич Репин — советский и российский учёный, первый (в 1970—1987 годах) главный конструктор Системы предупреждения о ракетном нападении (СПРН) и Системы контроля космического пространства (СККП), профессор МФТИ
  - Виктор Дмитриевич Шилин — советский и российский учёный, с 1987 года — Генеральный конструктор отечественной Системы контроля космического пространства (СККП)
- 2 нобелевских лауреата:

 Андрей Константинович Гейм, ФОПФ (1982)
 Константин Сергеевич Новосёлов, ФФКЭ (1997)
- 3 лётчика-космонавта, Героя Советского Союза и России:

Батурин, Юрий Михайлович, ФАКИ (1973)
Калери, Александр Юрьевич, ФАКИ (1979)
Серебров, Александр Александрович, ФАКИ (1967)
- Технологические предприниматели

Ян, Давид Евгеньевич, ФОПФ (1992)
Белоусов, Сергей Михайлович, ФОПФ (1995)
Зубарев, Илья, (1996)
Кривенко, Андрей Александрович, ФМБФ (1999)
Сторонский, Николай Николаевич, ФОПФ (2007)

Среди выпускников Физтеха есть известные политики, общественные деятели, художники, писатели и поэты, актёры и режиссёры, священнослужители: Лев Пономарев, ФОПФ (1965), Натан Щаранский, ФУПМ (1972), Александр Филиппенко, ФМХФ (1967), Вадим Абдрашитов, Татьяна Устинова, ФАЛТ (1991), Андрей Савельев, ФМХФ (1985), Борис Надеждин, ФОПФ (1985), Максим Поташёв, ФУПМ (1991), Алексей Иванов, ФАКИ (1991), Александр Иличевский, ФОПФ (1993), Павел Климкин, ФАКИ (1991), Андрей Ильницкий, ФАКИ (1982), епископ Мефодий, ФМХФ (1982).

## МФТИ в рейтингах

### Национальные рейтинги
|                                           | 2025 | 2024 | 2023 | 2022 | 2021 | 2020 | 2019 | 2018 | 2017 | 2016 | 2015 | 2014 | 2013 | 2012 | 2011 | 2010 |
| ----------------------------------------- | ---- | ---- | ---- | ---- | ---- | ---- | ---- | ---- | ---- | ---- | ---- | ---- | ---- | ---- | ---- | ---- |
| Мониторинг качества приёма в вузы         |      | 1    | 1    | 1    | 1    | 1    | 1    | 1    | 2    | 2    | 2    | 2    | 2    | 2    | 2    | 1    |
| RAEX                                      |      | 3    | 2    | 2    | 2    | 2    | 2    | 2    | 2    | 2    | 2    | 2    | 2    | 4    |      |      |
| Интерфакс                                 |      | 3    | 3    | 3    | 3    | 3    | 3    | 3    | 6    | 4    | 3    | 4    | 4-6  | 3    | 2-3  | 3    |
| Forbes Россия                             | 1    | 3    |      | 3    | 4    | 3    | 3    | 3    |      |      |      |      |      |      |      | 1    |
| Рейтинг технических вузов Superjob        |      | 1    | 1    | 1    | 1    | 1    | 1    | 1    | 1    | 1    | 1    |      |      |      |      |      |
| Рейтинг предпринимательских университетов |      |      | 1    | 2-3  |      |      |      |      |      |      |      |      |      |      |      |      |

### Международные рейтинги
|                                                          | 2025        | 2024        | 2023          | 2022          | 2021          | 2020          | 2019          | 2018          | 2017        | 2016          | 2015        | 2014        |
| -------------------------------------------------------- | ----------- | ----------- | ------------- | ------------- | ------------- | ------------- | ------------- | ------------- | ----------- | ------------- | ----------- | ----------- |
| Times Higher Education (THE)                             | 251-300 (2) | 201-250 (2) | 201-250 (2)   | 201-250 (2)   | 201-250 (2)   | 201-250 (2)   | 251-300 (2)   | 251-300 (2)   | 301-350 (2) | 501-600 (8-9) |             |             |
| Quacquarelli Symonds (QS)                                | 456 (9)     | 415 (7)     | 267 (5)       | 290 (6)       | 281 (5)       | 302 (6)       | 312 (6)       | 355 (6)       | 350 (5-6)   | 431-440 (6)   | 411-420 (6) | 441-450 (6) |
| Academic Ranking of World Universities (ARWU)            |             | 501-600 (3) | 501-600 (3)   | 501-600 (3)   | 501-600 (3)   | 401-500 (3)   | 401-500 (3-4) | 401-500 (3-4) | 501-600 (4) |               |             |             |
| Международный рейтинг «Три миссии университета» (MosIUR) |             | 54 (3)      | 43 (3)        | 44 (3)        | 44 (3)        | 46 (3)        | 51 (3)        | 65 (3)        | 73 (3)      |               |             |             |
| THE World Reputation Ranking                             |             |             | 126-150 (4-6) | 101-125 (2-4) | 126-150 (2-4) | 101-125 (2-3) |               | 91-100 (2)    |             | 91-100 (3)    |             |             |

### Международные предметные рейтинги
|                                              | 2025        | 2024        | 2023        | 2022    | 2021   | 2020   | 2019        | 2018   |
| -------------------------------------------- | ----------- | ----------- | ----------- | ------- | ------ | ------ | ----------- | ------ |
| QS: Physics & Astronomy                      | 104 (3)     | 52 (2)      | 43 (2)      | 41 (2)  |        |        |             |        |
| QS: Mathematics                              | 99 (3)      | 72 (2)      | 77 (3)      | 89 (4)  |        |        |             |        |
| QS: Natural Sciences                         | 135 (2)     | 105 (2)     | 72 (2)      | 62 (2)  |        |        |             |        |
| QS: Computer Science and Information Systems | 181 (3)     | 110 (3)     | 117 (3)     | 137 (3) |        |        |             |        |
| THE: Computer Science                        | 201-250 (3) | 151-175 (2) | 101-125 (2) | 72 (1)  | 91 (1) | 95 (2) | 101-125 (3) | 67 (2) |
| THE: Physical Sciences                       | 101-125 (2) | 77 (2)      | 82 (1)      | 71 (1)  | 47 (1) | 45 (1) | 50 (1)      | 48 (1) |

## Признание
- 1967 — Указом Президиума Верховного совета СССР МФТИ награждён орденом Трудового Красного Знамени.
- 2003 — Кабинет министров Украины наградил МФТИ Почётной грамотой и медалью за весомый вклад в развитие образования[113].

## Эндаумент-фонд МФТИ
Фонд целевого капитала по развитию МФТИ (эндаумент-фонд МФТИ) был учрежден в ноябре 2013 года некоммерческим партнёрством «Физтех-союз» и стал первым эндаумент-фондом в России, поддерживаемым исключительно выпускниками МФТИ, входящими в правление «Физтех-союз». Первоначальная сумма пожертвований в фонд составила порядка 150 млн рублей. В настоящее время[когда?]

 под управлением фонда находятся пожертвования доноров эндаумент-фонда на сумму более 500 млн рублей. Руководство фонда заявило о цели в обозримом будущем увеличить эту сумму до 1 млрд рублей, что сделало бы этот фонд одним из трёх самых крупных российских фондов целевой поддержки вузов. В настоящее[когда?]

 время единственным крупным донором фонда, не окончившим МФТИ, является Олег Тиньков[источник?].
Согласно документам, опубликованным на сайте фонда, распределение инвестиционного дохода предусматривает десять направлений (целевых капиталов):
- Развитие МФТИ
- Научные исследования (Лаборатория исторической генетики и радиоуглеродного анализа)
- Новые образовательные программы (7 новых курсов вошли в учебную программу)
- Профориентация (летняя практика во Владивостоке и Калининграде)
- Поддержка поездок студентов на олимпиады по программированию, математике и физике, в том числе международные
- Работа со школьниками (проект «Выходи решать», проведение олимпиад для школьников)
- Развитие предпринимательства (Акселератор «Физтех-Старт», «Инженер 4.0», сборная России по Хакатону)
- Традиции Физтеха (поощрение лучших «вопросов по выбору», «Матч века» для выпускников и спартакиада по другим видам спорта вокруг него)
- Студенческие проекты (работа с иностранцами, экологические проекты, системы взаимопомощи в учёбе и прочее)
- Культурное развитие студентов, проект CulturAll Reboot, в рамках которого студентам предлагается порядка 15 творческих и образовательных активностей каждый семестр.

Управляющей компанией фонда с 2014 года является ОАО «РОНИН Траст». С 2017 года частью средств фонда управляет ДВМ «Инвест», а с 2018 — ещё и Управляющая компания «Альфа-Капитал».

## Аспирантура МФТИ
Стоимость обучения (2023/2024 учебный год) — около полумиллиона рублей, бюджетных мест: 279; платных: 60.

## Литература

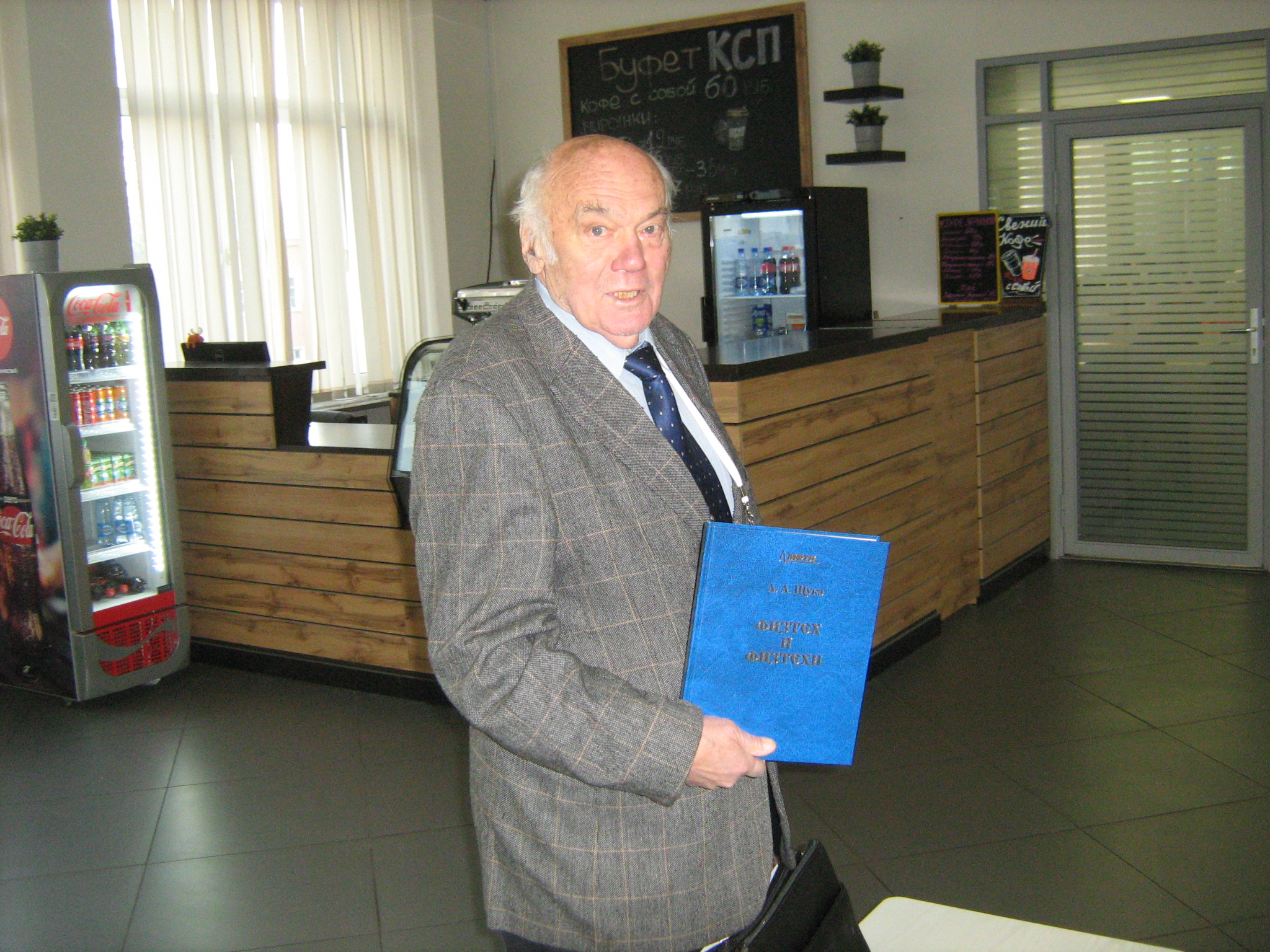
Щука Александр Александрович (1940 - 2024), преподаватель и историк МФТИ